# Музей мистецтв Філадельфії
Музе́й мисте́цтв Філаде́льфії (англ. Philadelphia Museum of Art) — художній музей в місті Філадельфія, Пенсильванія, США.

## Історія створення
Філадельфія заснована 1682 року Вільямом Пенном. Багатий на той час лісом край і отримав назву Пенсильванія (сільвія — ліс; испанське сельва — хащі, ліс).
Місто має в перекладі назву «Місто братньої любові» (зміст назви грецькою мовою). В 1776 році у Філадельфії Другий континентальний конгрес тринадцяти північноамериканських штатів прийняв Декларацію незалежності від Британської імперії. У 1781 році, під час війни за незалежність 1775—1783 років Філадельфія стала столицею «з'єднаних колоній», а в 1790—1800 роках — першою столицею США, найбільшим містом Північної Америки. У 1876-му році у Філадельфії провели Всесвітню виставку з нагоди 100-річного ювілею проголошення Декларації незалежності. Наслідком виставки стало створення Філадельфійського музею мистецтв.

## Будівлі

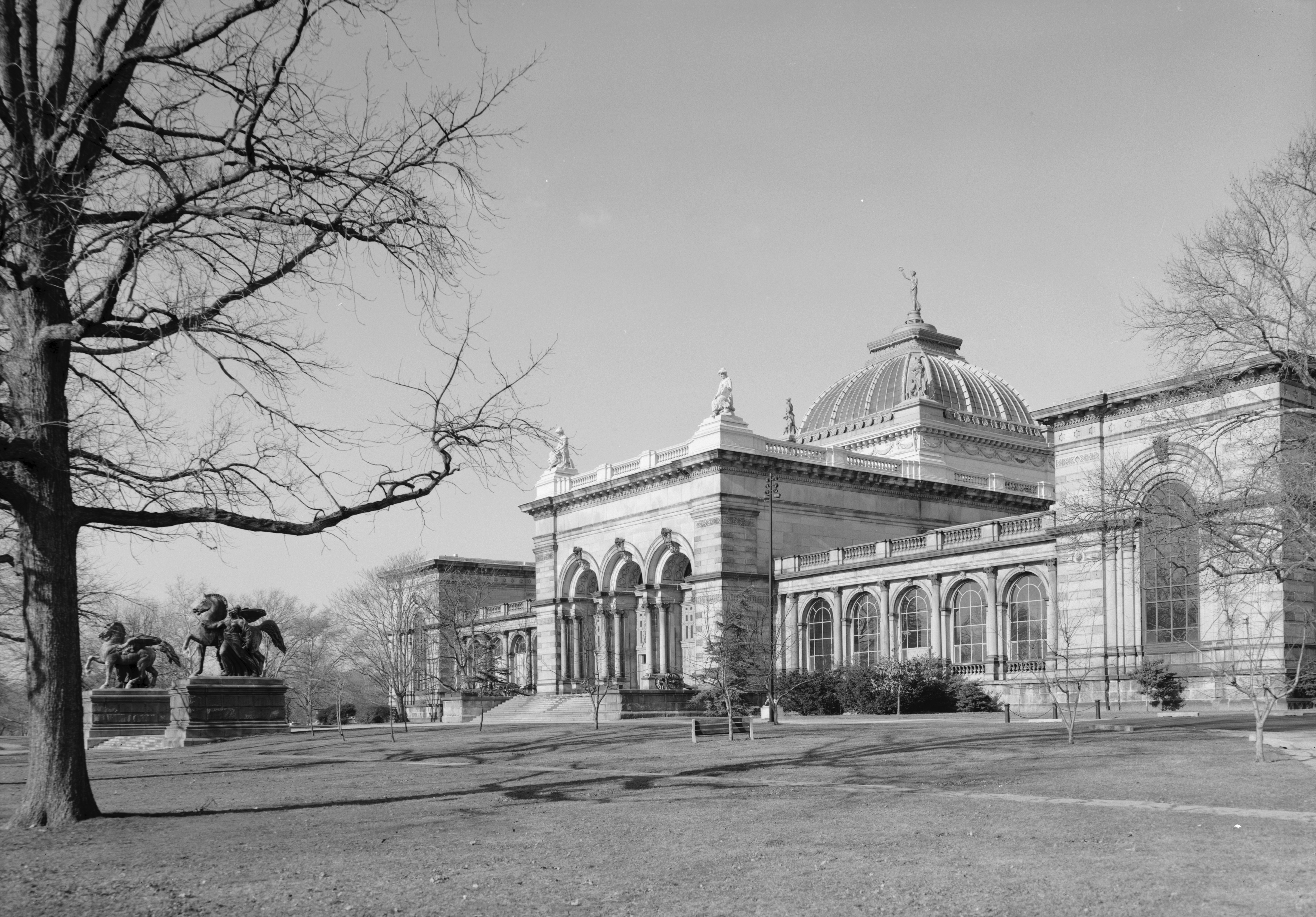
Меморіальний зал — перше приміщення музею мистецтв

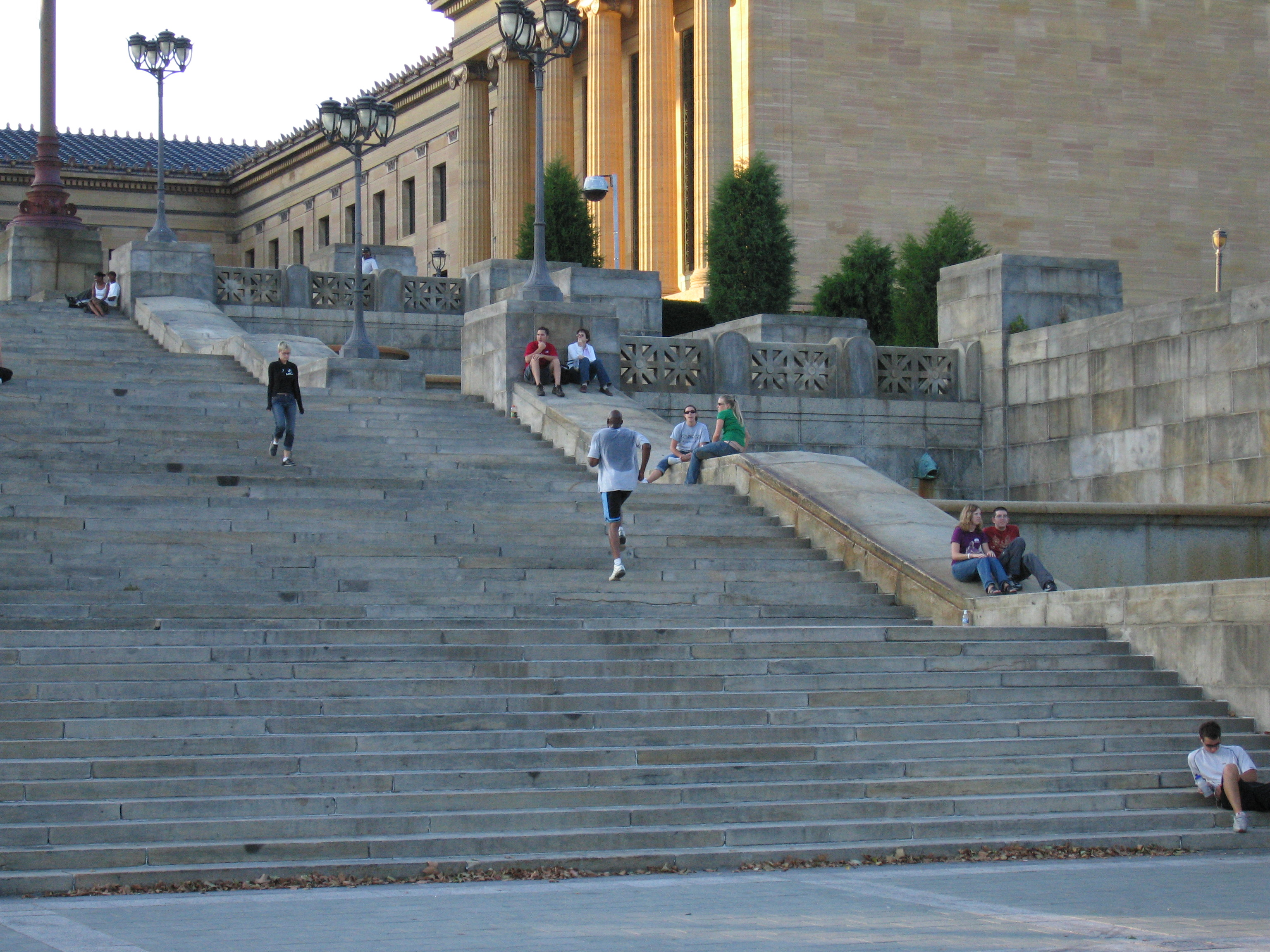

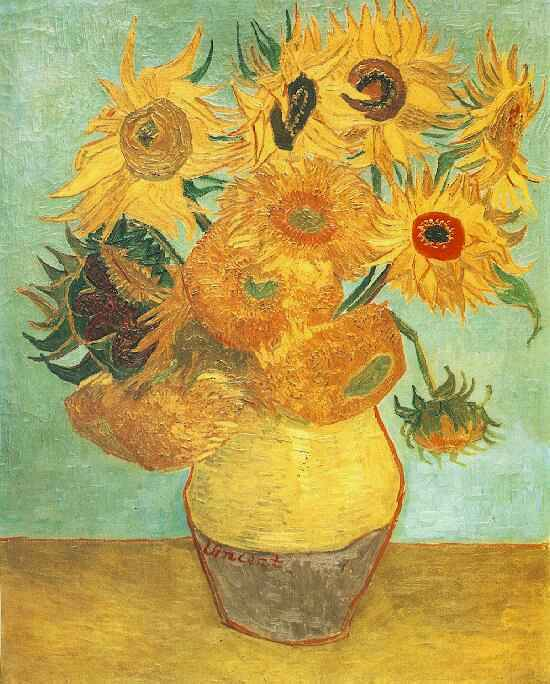
Вінсент ван Гог. «Соняшники», 1889 р.

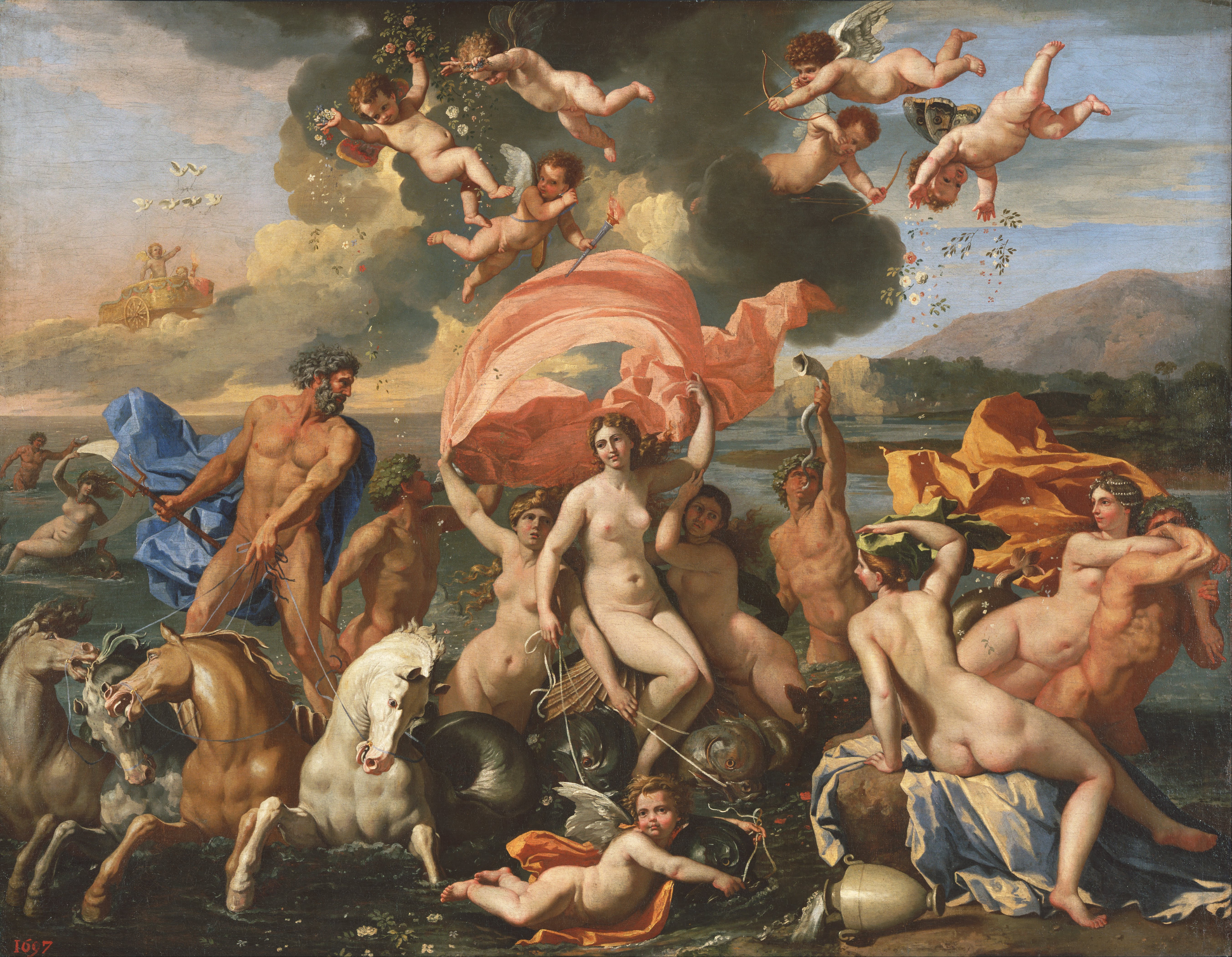
Ніколя Пуссен. «Тріумф Нептуна і Амфітріти»

Вже на другий рік (10 травня 1877 р.) по закінченню виставки музей мистецтв відчинив двері для перших відвідин. Використали приміщення Меморіального залу, створеного в історичному стилі (еклектика), задіяного у виставці.
Колекції музею зростали разом з престижними амбіціями пенсильванців. Головна споруда сучасного музею мистецтв була закладена у  1919 р. мером міста Томасом Б. Смітом. Перша секція музейного приміщення була готова у 1928 р. Будівля виконана в помпезному стилі неогрек з розкішними і довгими парадними сходами.
На зламі 19-20 століть на авансцену американського суспільного життя вийшли підприємці, з швидко заробленими грошима. Їх почали вкладати у землі, маєтки, подорожі до Європи. Серед придбаних речей були і твори мистецтва, які активно продавали мистецькі західноєвропейські фірми чи аукціони. Через це ціни на твори мистецтва значно виросли.
До процесу продажу власних мистецьких збірок приєдналися совєти. Непрофесійність і відсутність патріотизму зробили можливими продаж за кордон як захоплених мистецьких колекцій з садиб і палаців, так і музеїв країни. Музейні твори мистецтва з Москви, Павловська, Києва, Санкт-Петербурга збагатили мистецькі збірки — Великої Британії, Німеччини, Португалії,Австралії, Франції, США. Так, філадельфійці придбали з Ермітажу — «Тріумф Нептуна і Амфітріти» (Ніколя Пуссен).
В Західній Європі придбані:
- Рогір ван дер Вейден
- Тінторетто
- Ель Греко
- Якопо Понтормо
- Антонелло да Мессіна
- Сандро Боттічеллі
- Ян ван Ейк
- Вільям Хогарт
- Томас Гейнсборо
- Вільям Тернер
- Едуар Мане
- Пінтуріккьо
- Рубенс
- Ян Стен
- Теодор Ромбоутс
- Жак-Луї Давід
- Франсуа Мілле
- Анрі де Тулуз-Лотрек
- Альфред Сіслей
- Вінсент ван Гог
- П'єр-Огюст Ренуар
- Клод Моне
- Поль Сезанн

## Будинок Перельмана

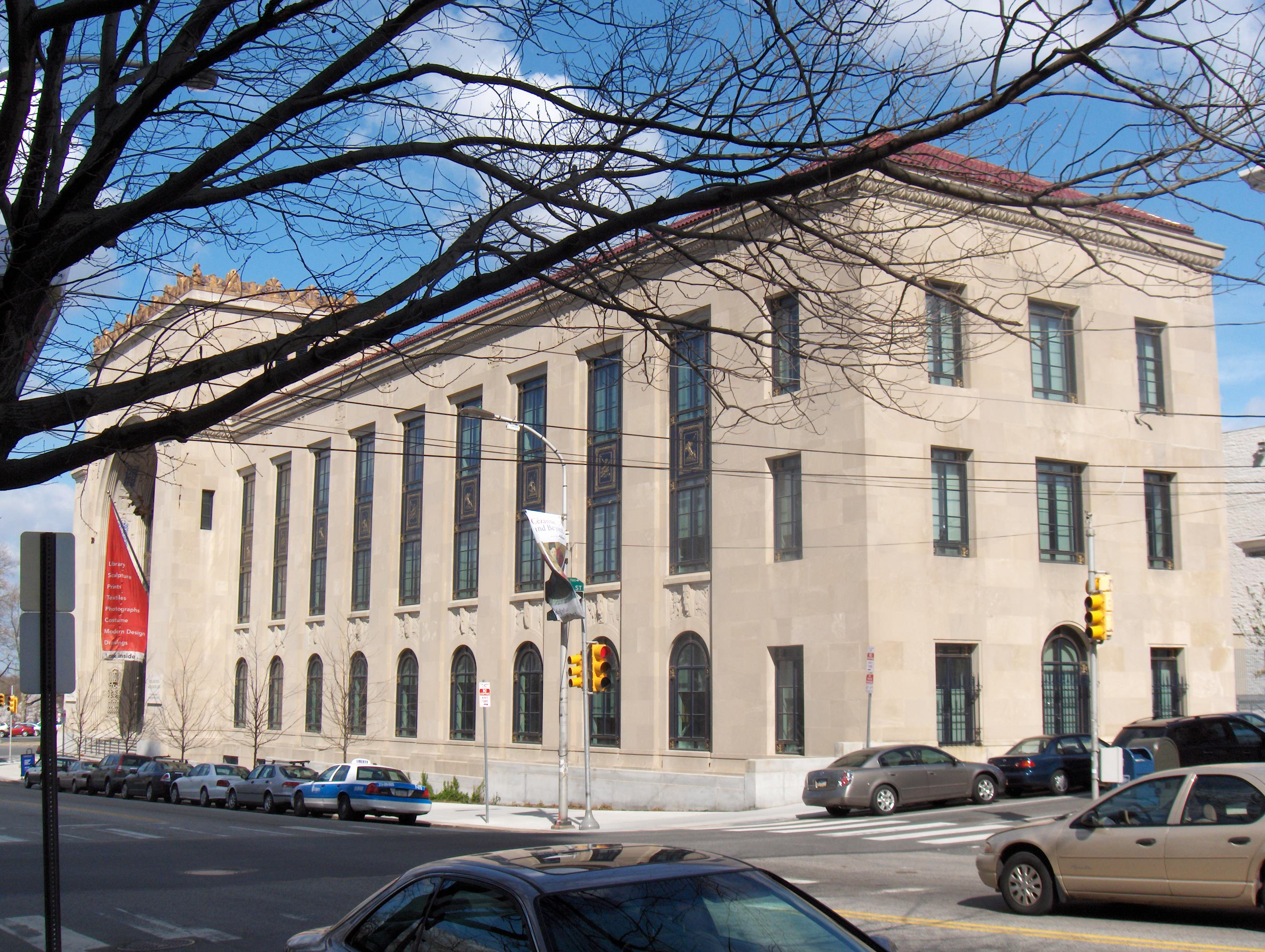
Галерея Перельмана

Архітектурне бюро Zantzinger, Borie та Medary спроектувало і вибудувало Будинок Перельмана у 1927 р. в стилі ар деко. Споруду на розі Пенсильванія авеню та Файрмаунт зарахували до найкращих споруд Філадельфії. Будівля стала помешканням і головним офісом страхової кампанії з 1927 по 1972 р. Потім був другий власник, теж страхова кампанія, що покинула приміщення у 1999 р. 2000року — будівлю придбав Музей мистецтв Філадельфії, що зробив її філією, призначеною для збереження графічних колекцій, фото та костюмів. Але будівлю ретельно реставрували та пристосовували для музейних вимог. Традиція благодійництва та спроби знімати соціальну напругу вкладанням грошей багатіїв в різні суспільні проекти надала можливість музею реставрувати споруду за рахунок приватних внесків. Тим паче що у США діє закон про скасування грошових сум, витрачених на благодійництво чи меценатство. З податкових рахунків багатіїв було скасовано 240.000.000 доларів, бо саме цю суму оприлюднив музей по закінченню реставрації Будинку Перельмана.
Площа галереї Перельмана досягає 190 м²., тут розташований відділ гравюр, малюнків і фотографій (150.000 зразків), відділ текстилю та костюмів (30.000 зразків).
Музейні заклади Сполучених Штатів давно позиціюють себе як центри культурного дозвілля. Для приваблення відвідувачів часто міняють виставки. Музей мистецтв Філадельфії облаштував в галереї Перельмана також бібліотеку, книжкову крамницю та кафе.

## Відділи

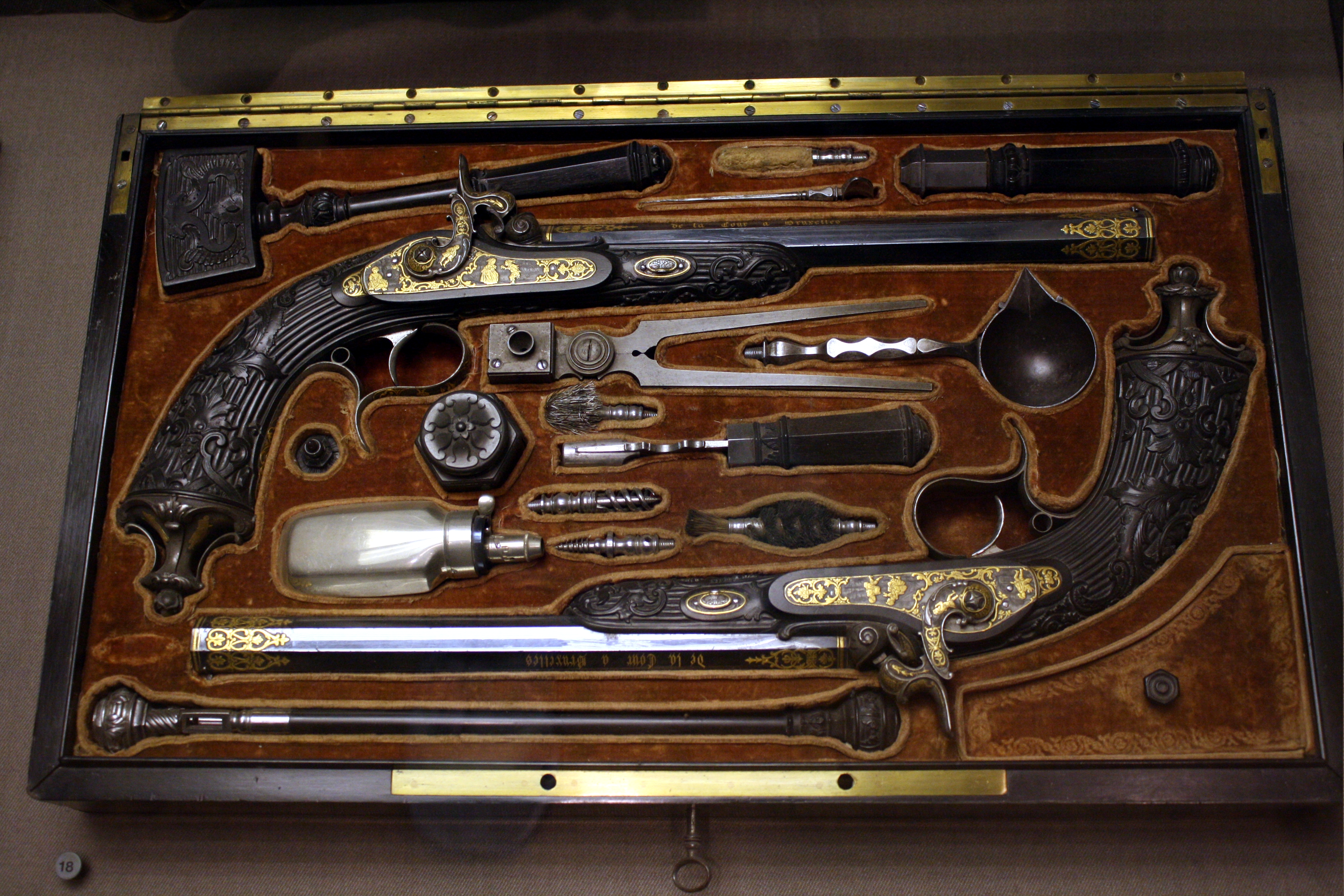
Дуельні пістолети. Музей мистецтв Філадельфії

- Картинна галерея
- Відділ мистецтва країн Сходу
- Відділ американського мистецтва
- Декоративно-ужиткове мистецтво
- Історична зброя
- Відділ скульптур
- Фотографія
- Відділ графіки

## Колекція гобеленів

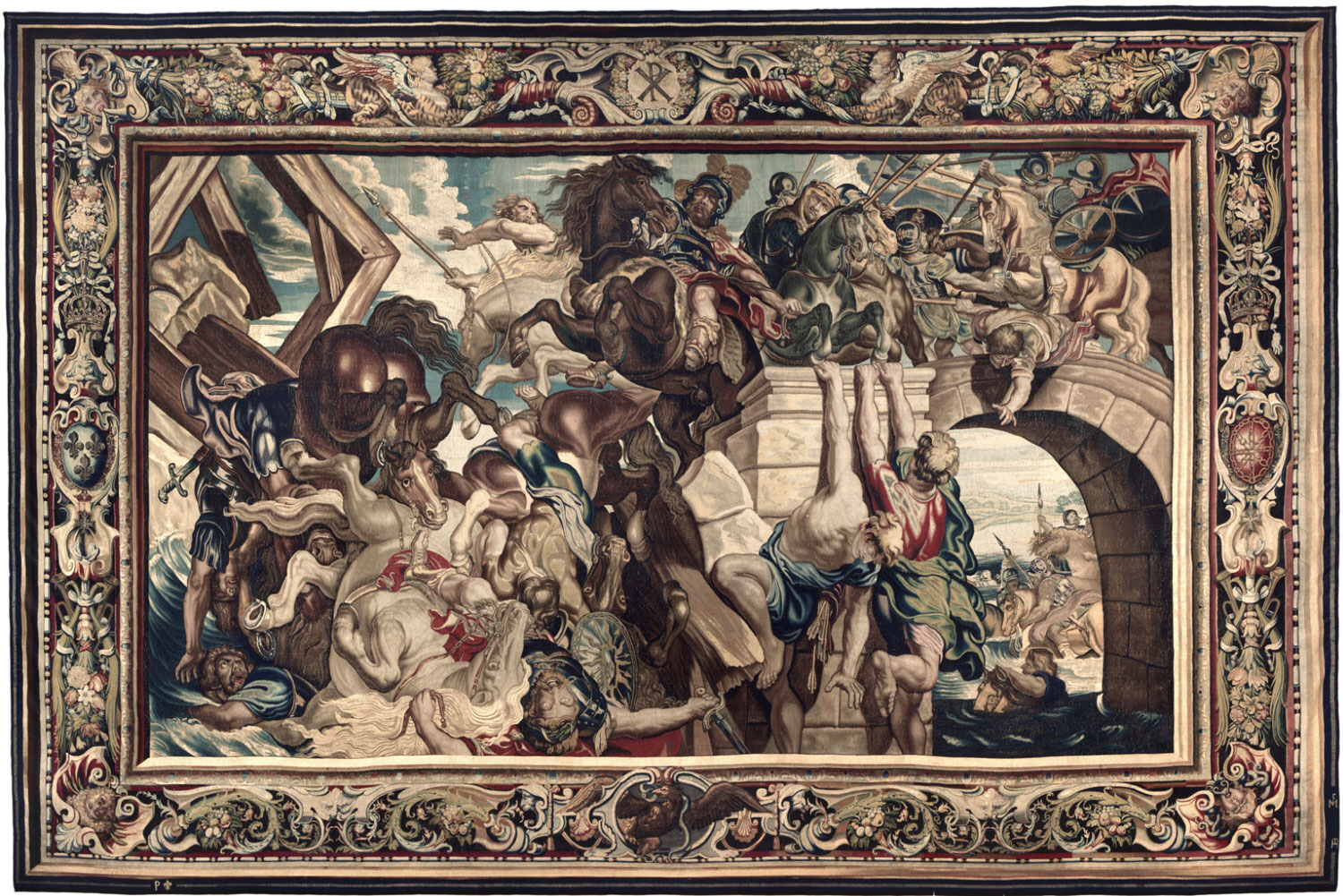
гобелен «Баталія на Мільвійському мосту», 1625 р.

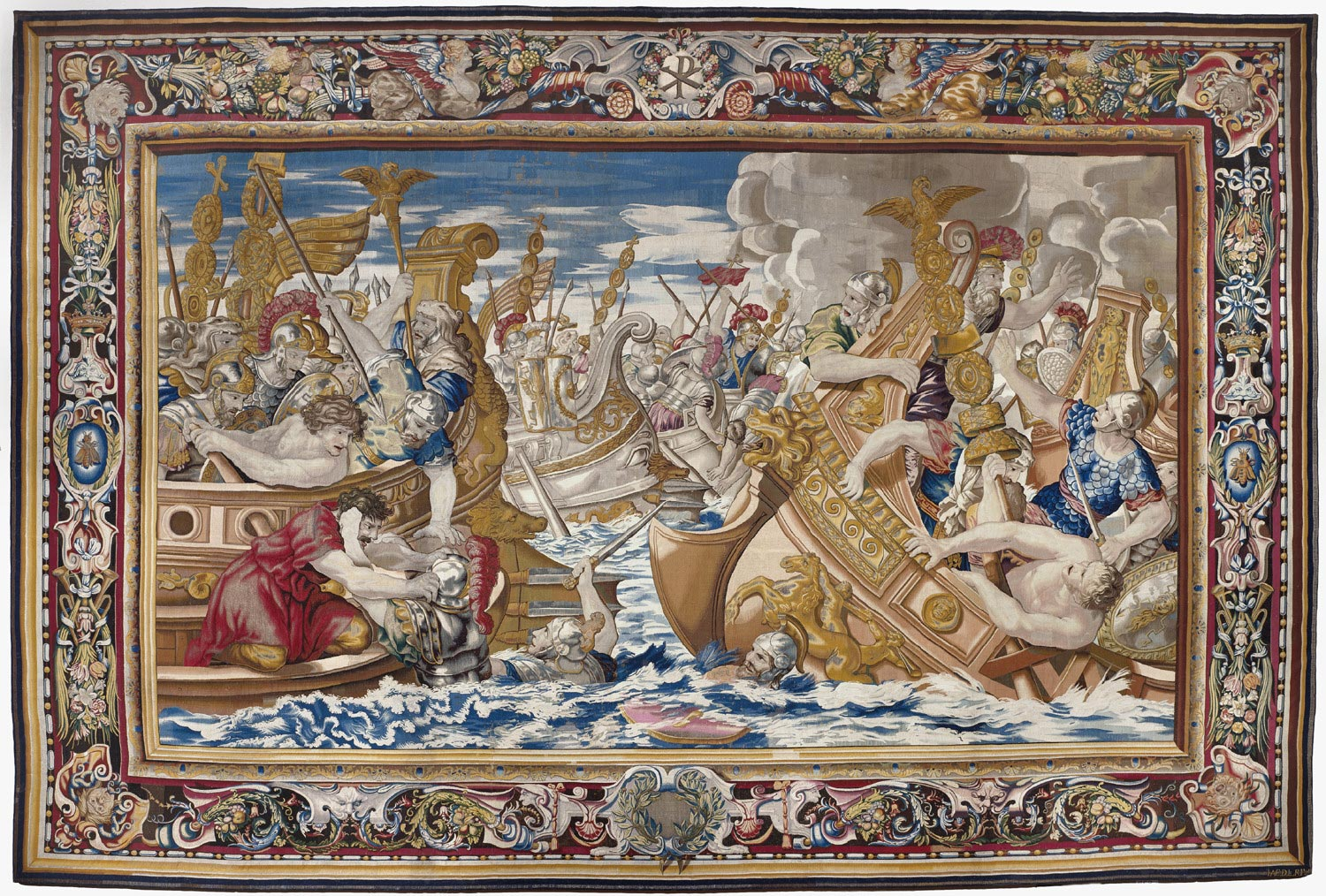
«Бій між Костянтином і Ліцінієм», 1635 р.Картон - П'єтро да Кортона
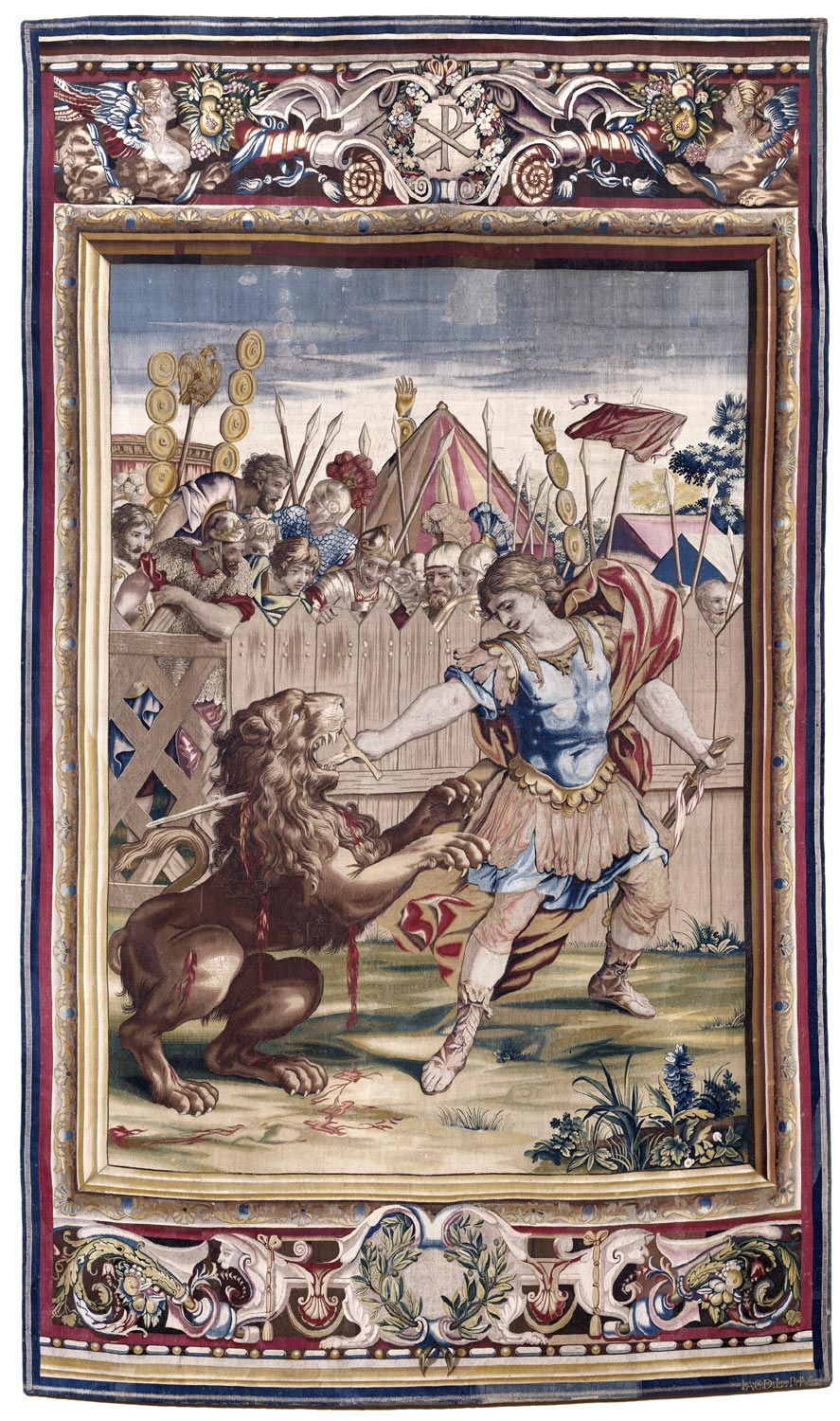
«Імператор Костянтин убиває лева», 1637 р.
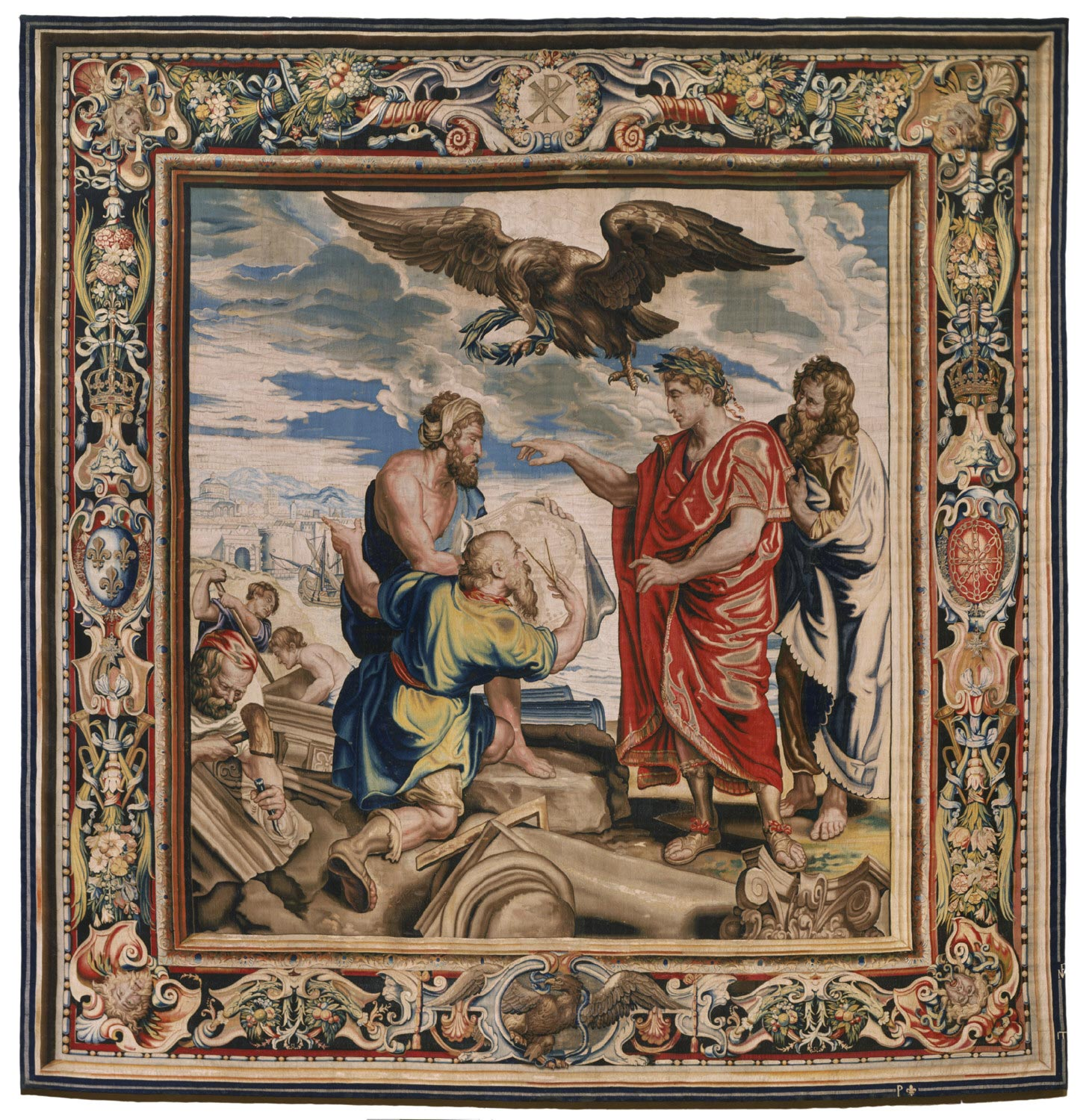
«Заснування Константинополя», 1625 р.
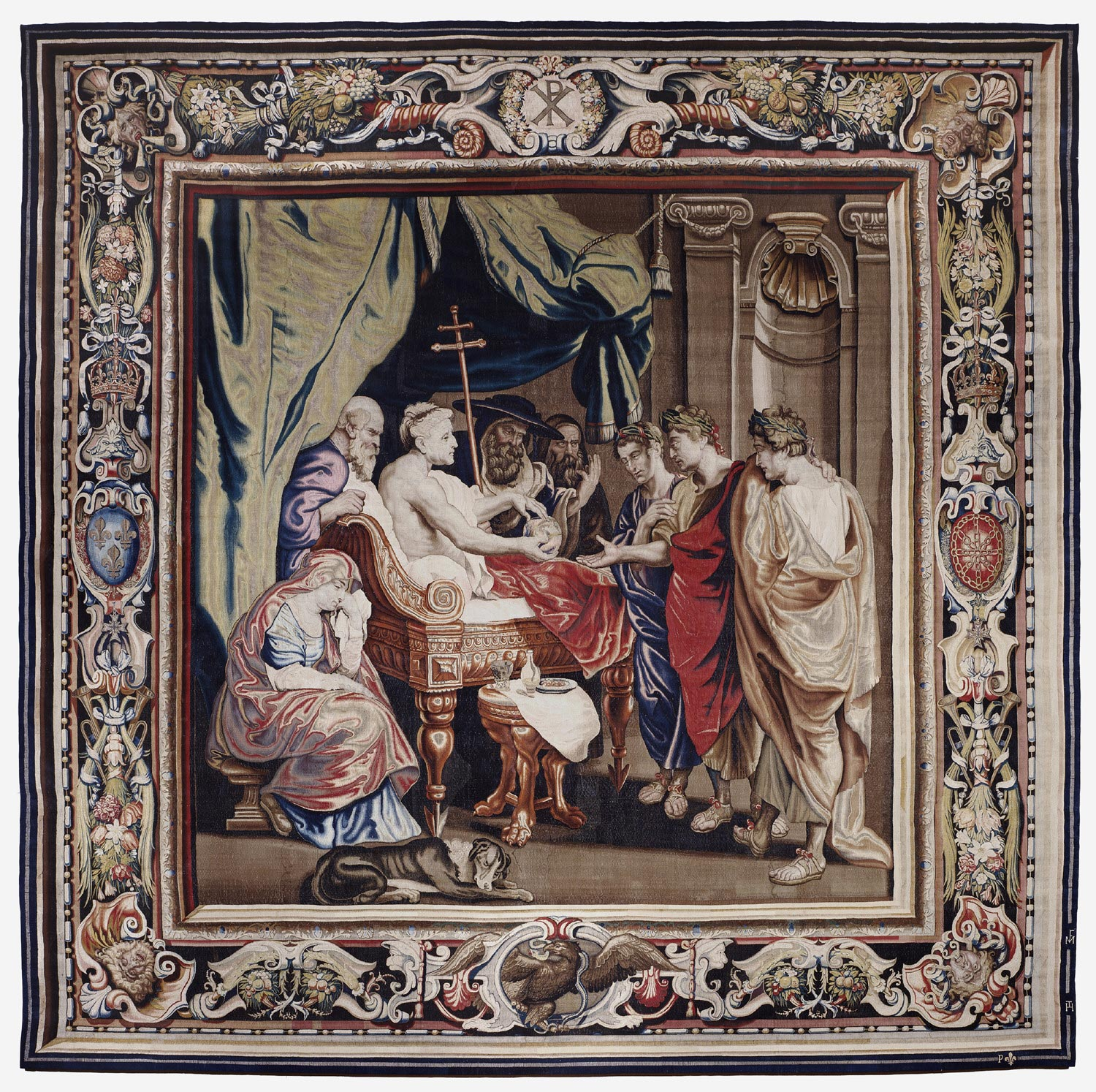
«Смерть імператора Костянтина», 1625 р.

## Відділ скульптур

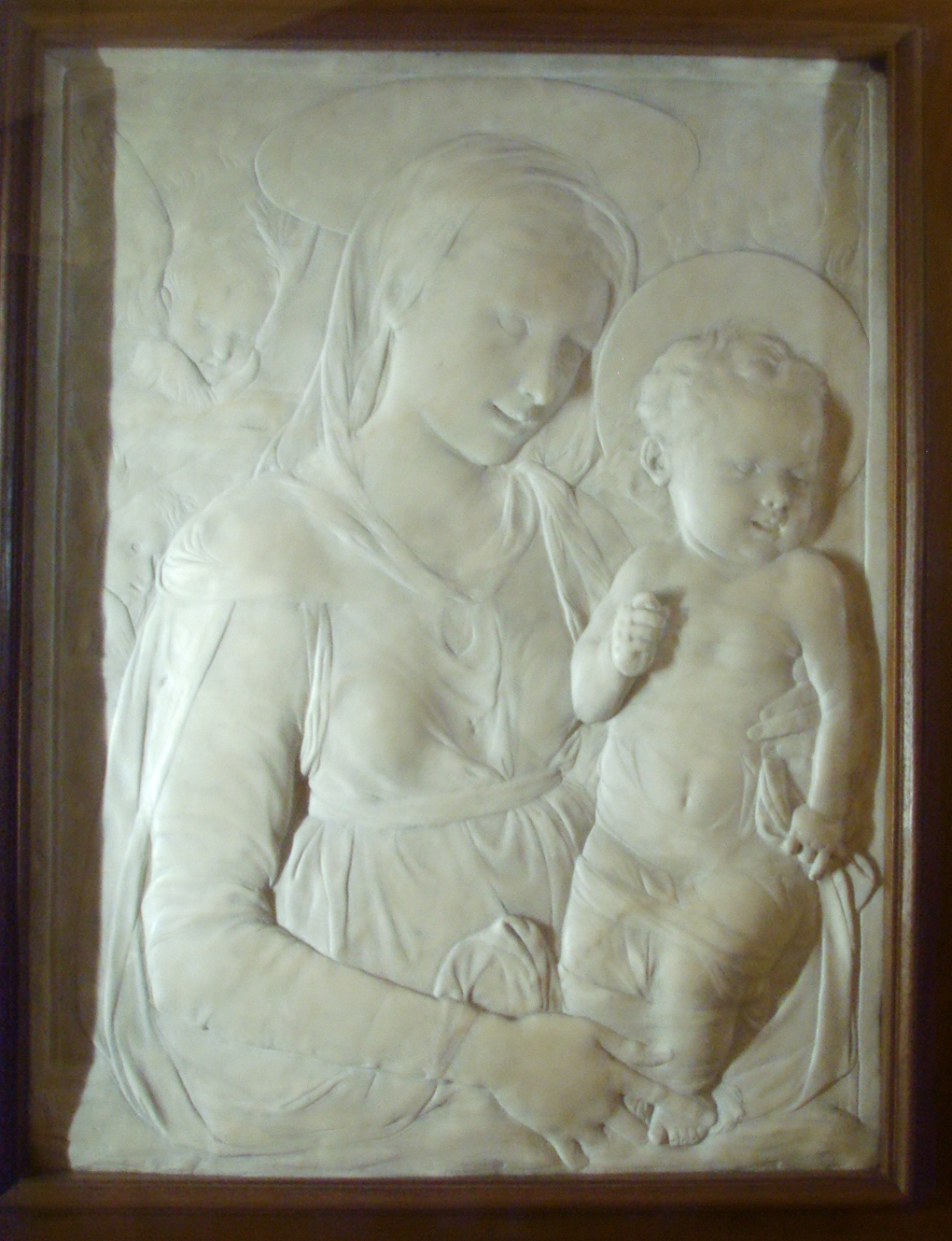
Скульптор Дезідеріо да Сеттіньяно, «Мадонна з немовлям»
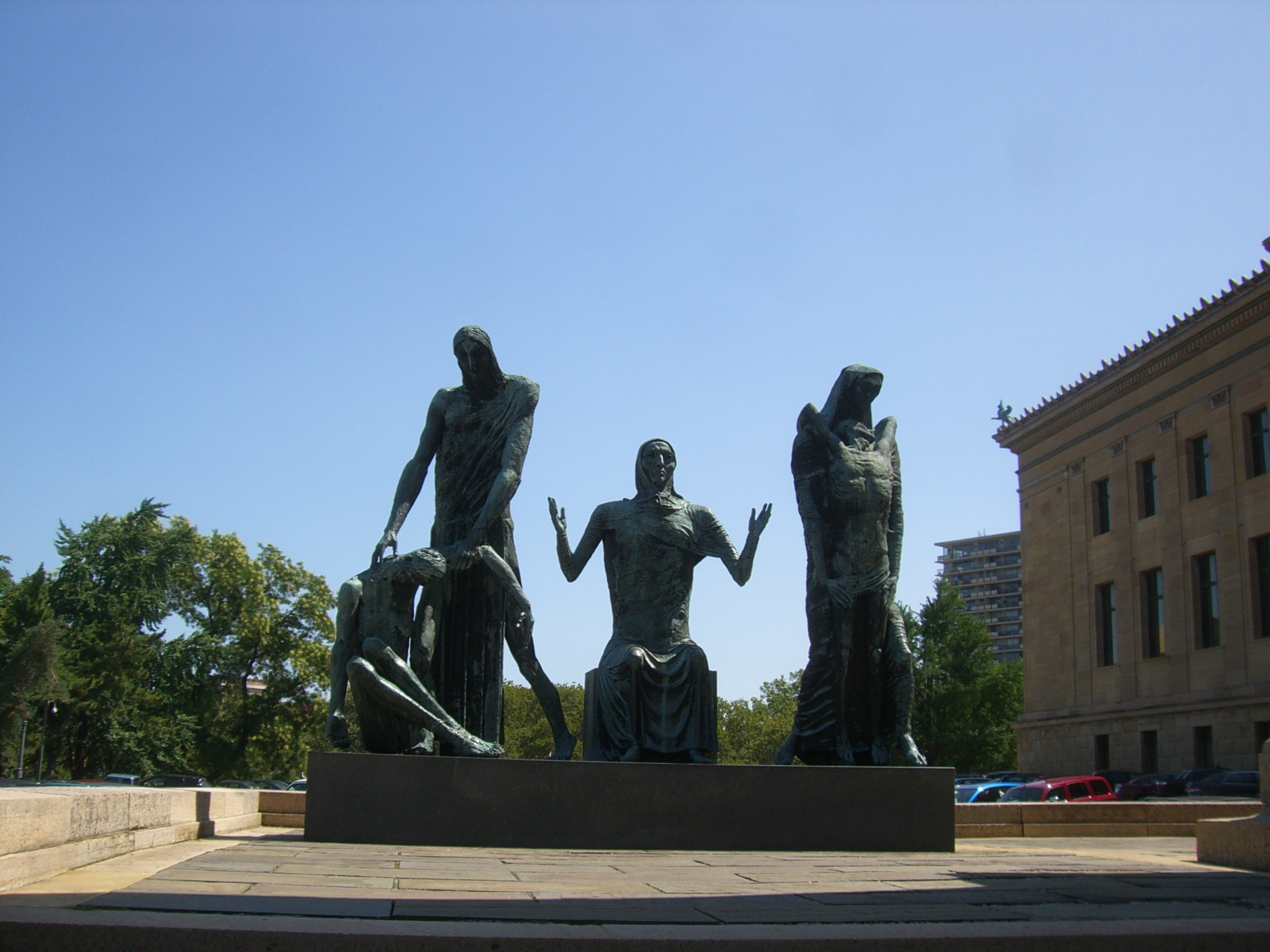
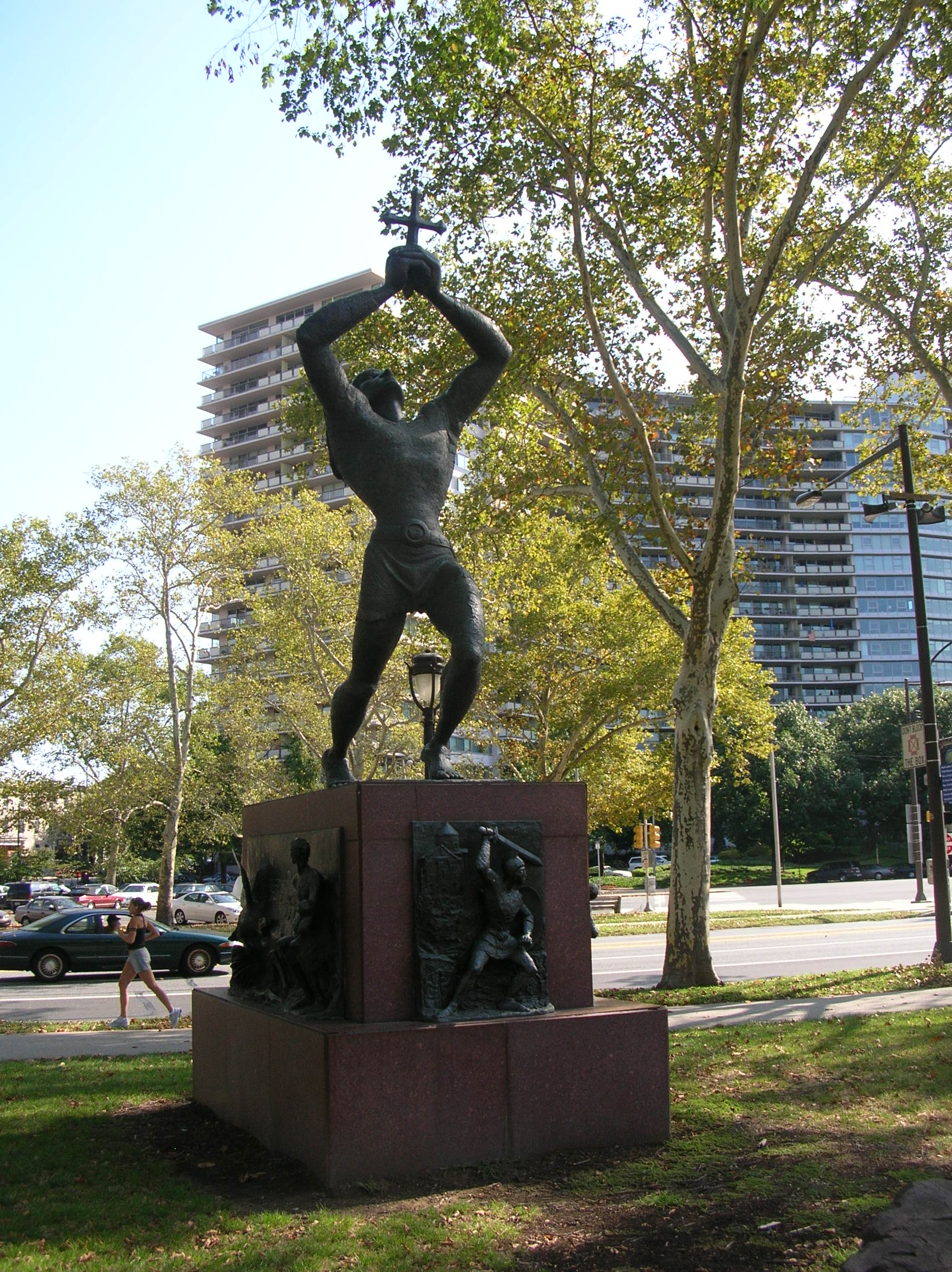
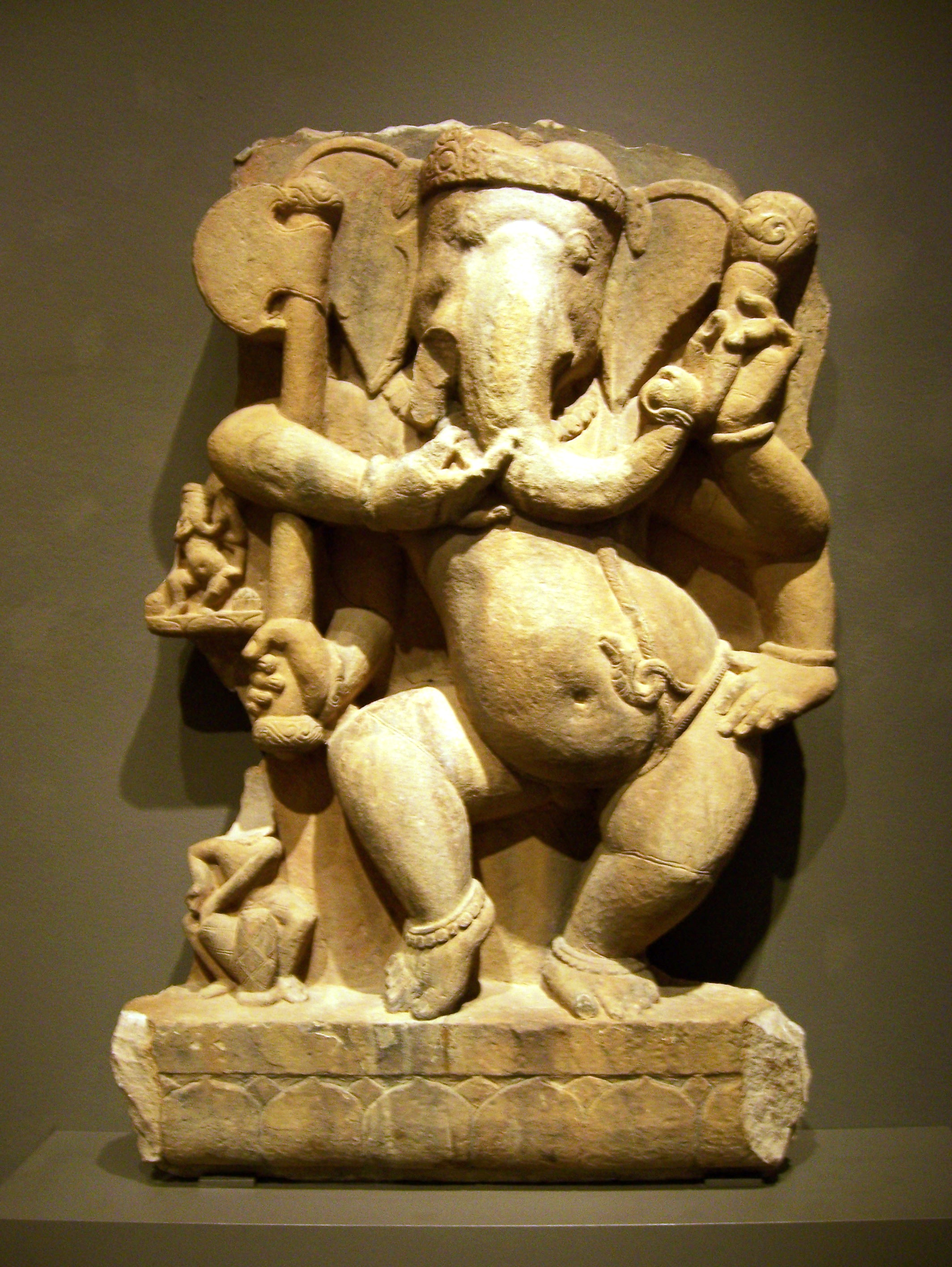

## Колекції західноєвропейського живопису

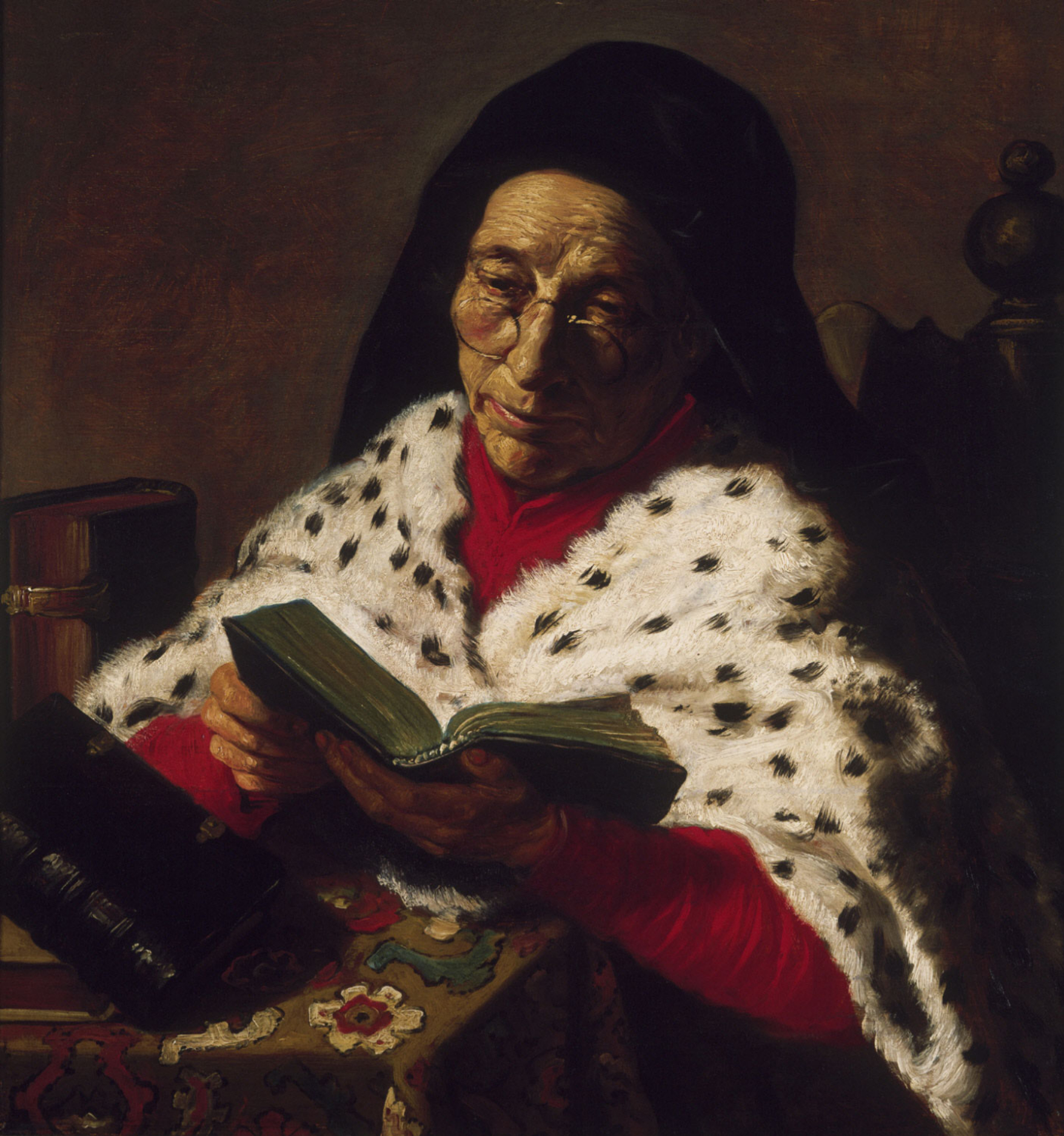
Ян Лівенс. «Портрет матері з біблією». Музей мистецтв Філадельфії
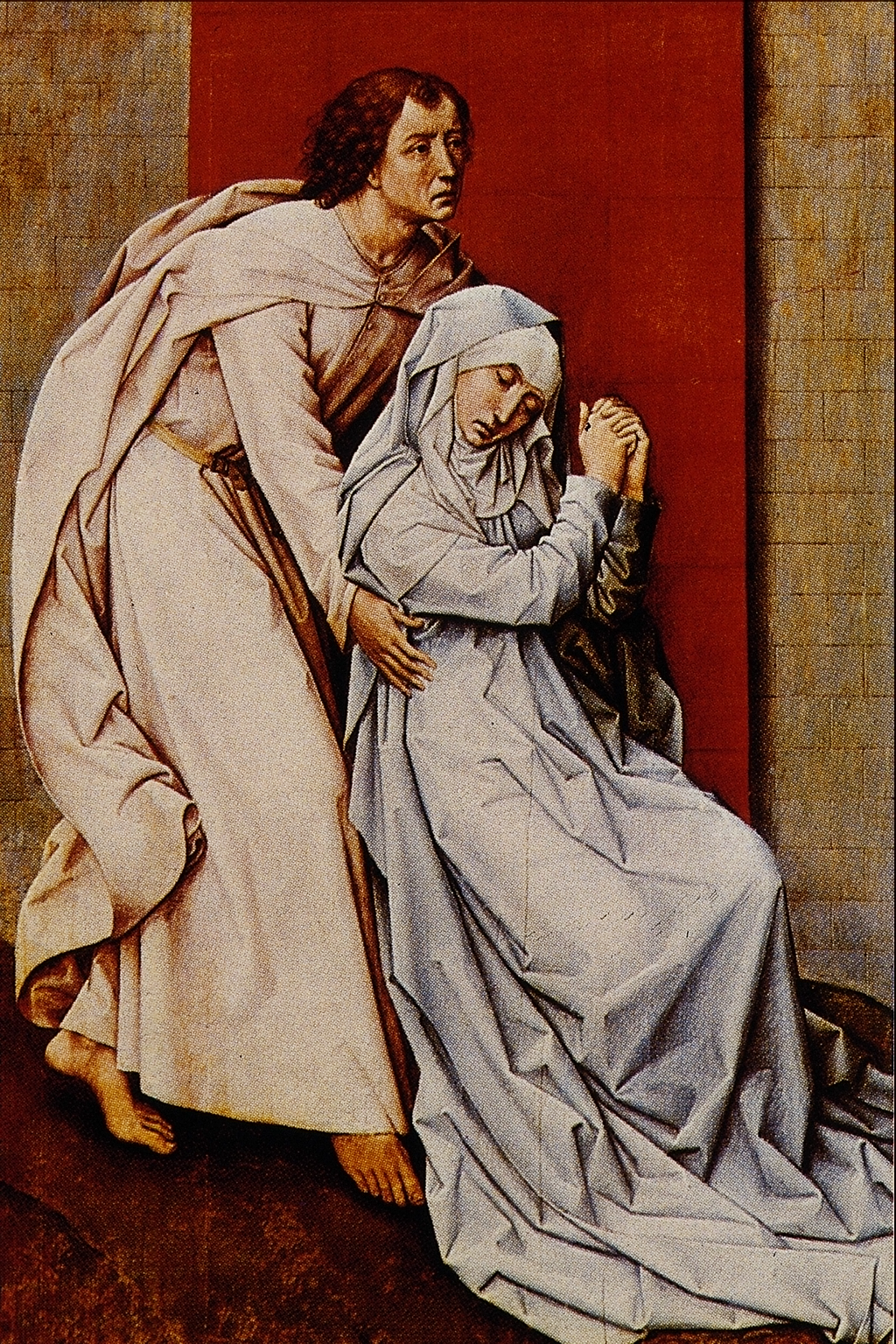
Рогір ван дер Вейден. «Богоматір та Іван перед розп'яттям»
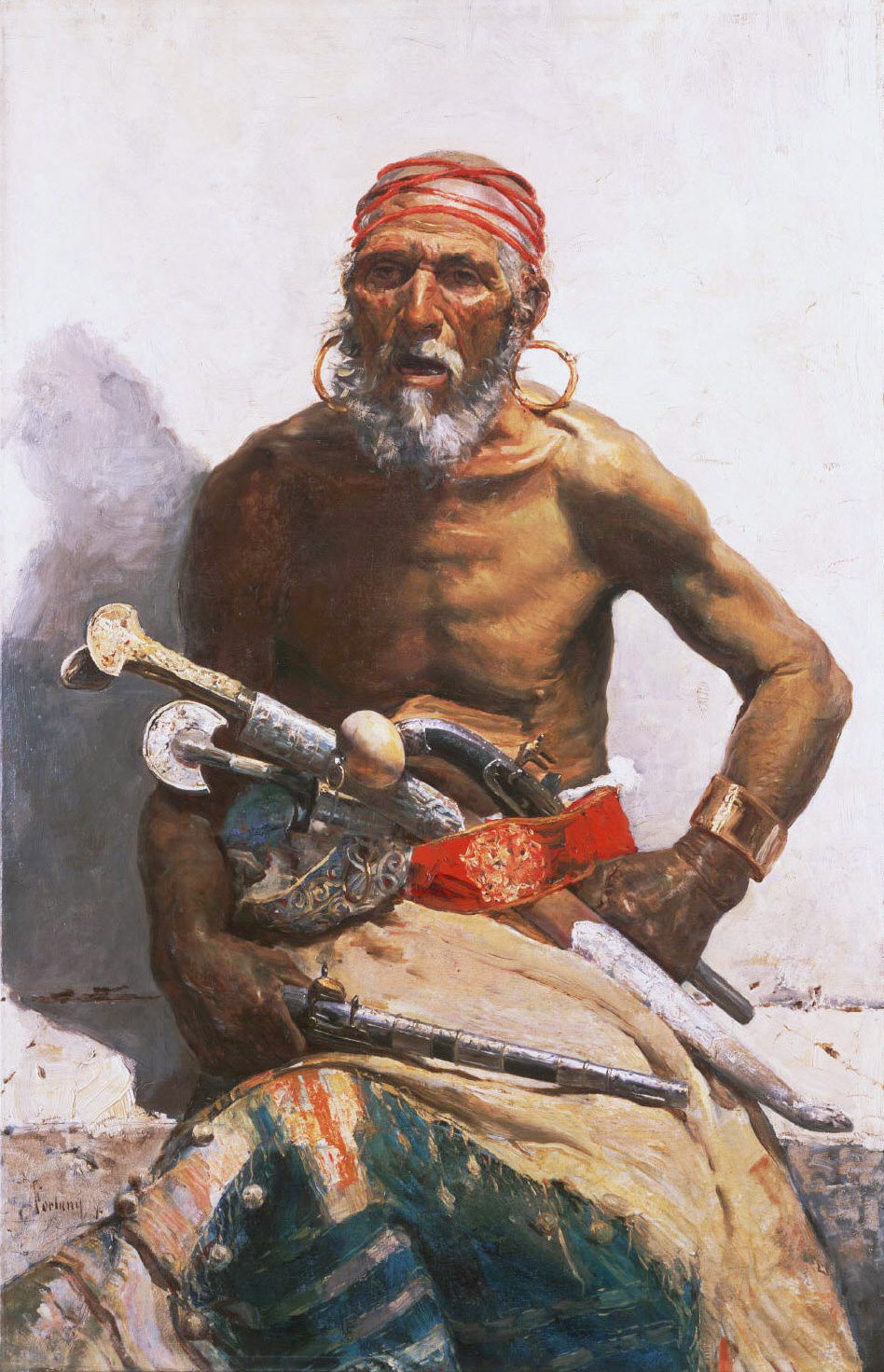
Маріано Фортуні. «Арабський ватажок», 1874 р. Музей мистецтв Філадельфії

## Живопис майстрів Франції

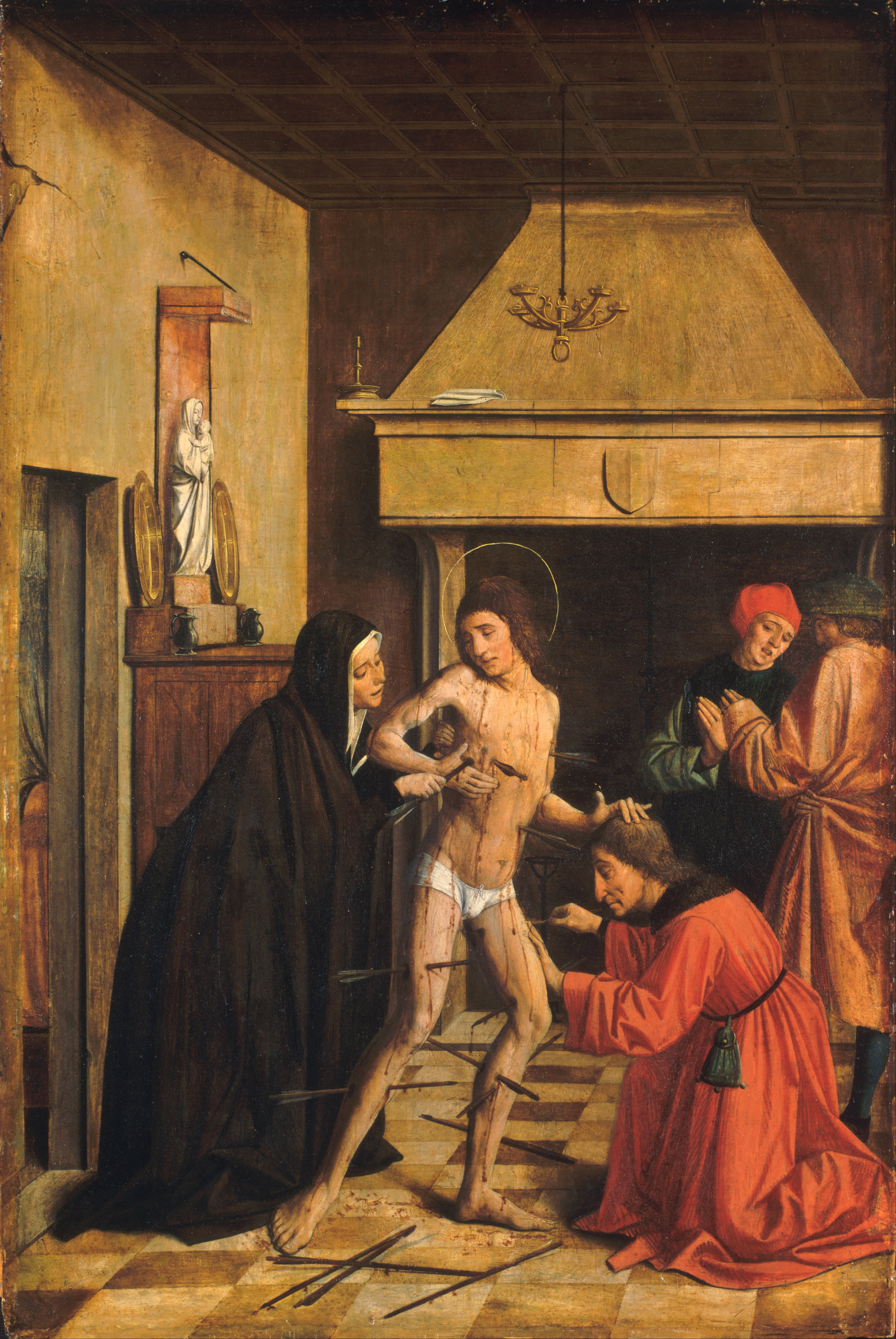
Йос Ліферінкс з Марселя. Стулка вівтаря Св. Себастьяна «Лікування св. Себастьяна в домі св. Ірини», бл. 1497 р. Музей мистецтв Філадельфії

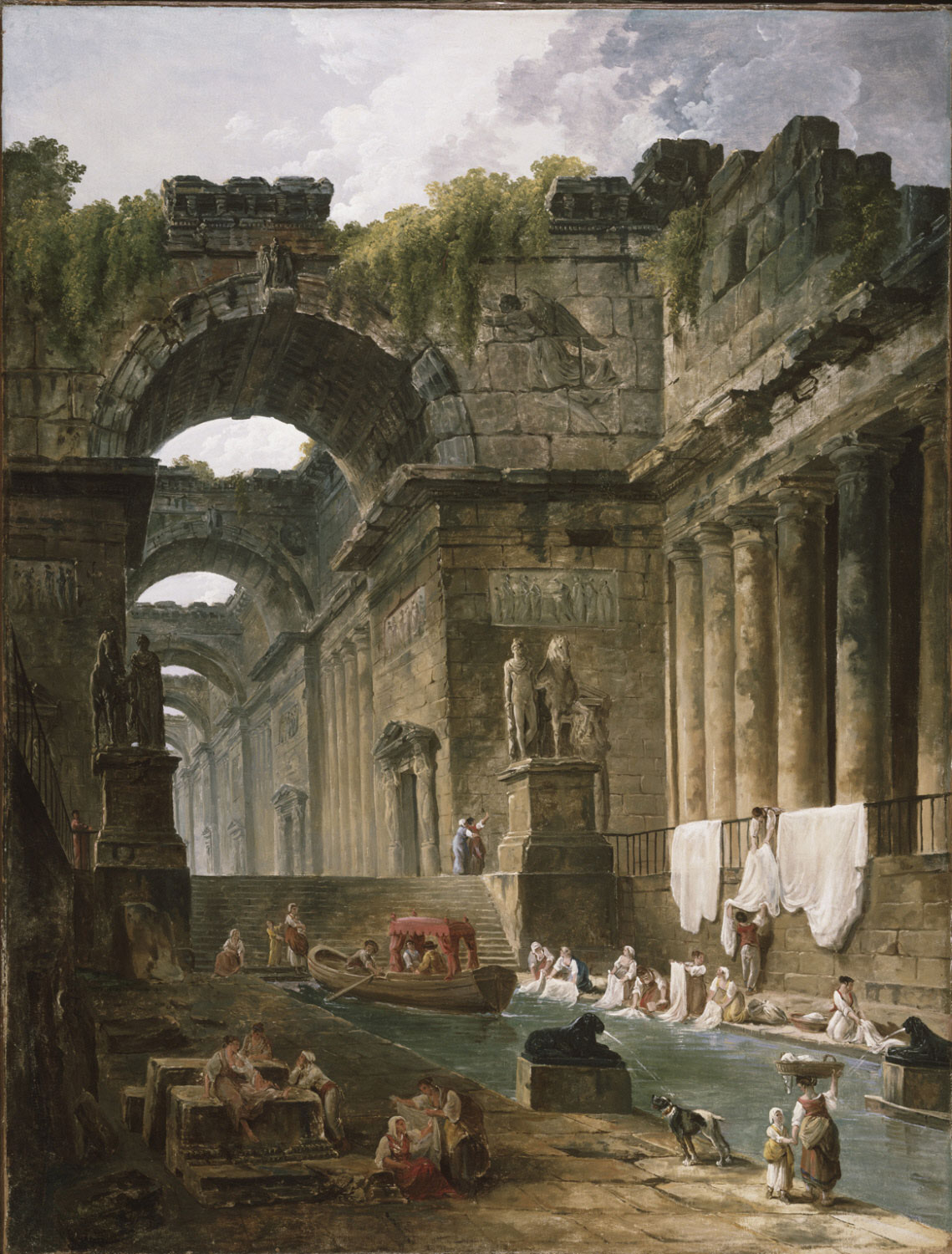
Гюбер Робер. «Римські руїни з пралями», бл. 1766 р.  Музей мистецтв Філадельфії
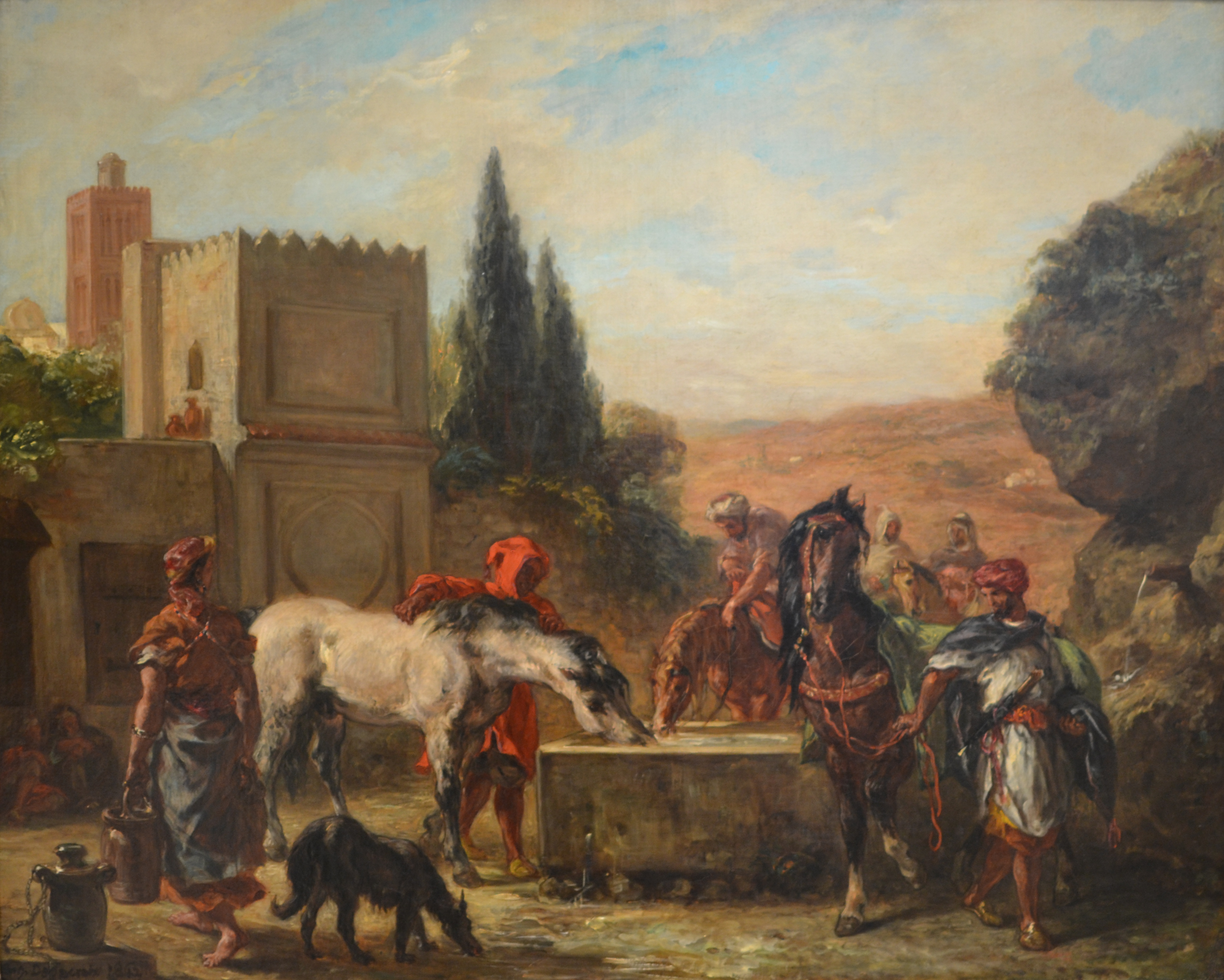
Ежен Делакруа. «Коні біля джерела». 1862 р. Музей мистецтв Філадельфії
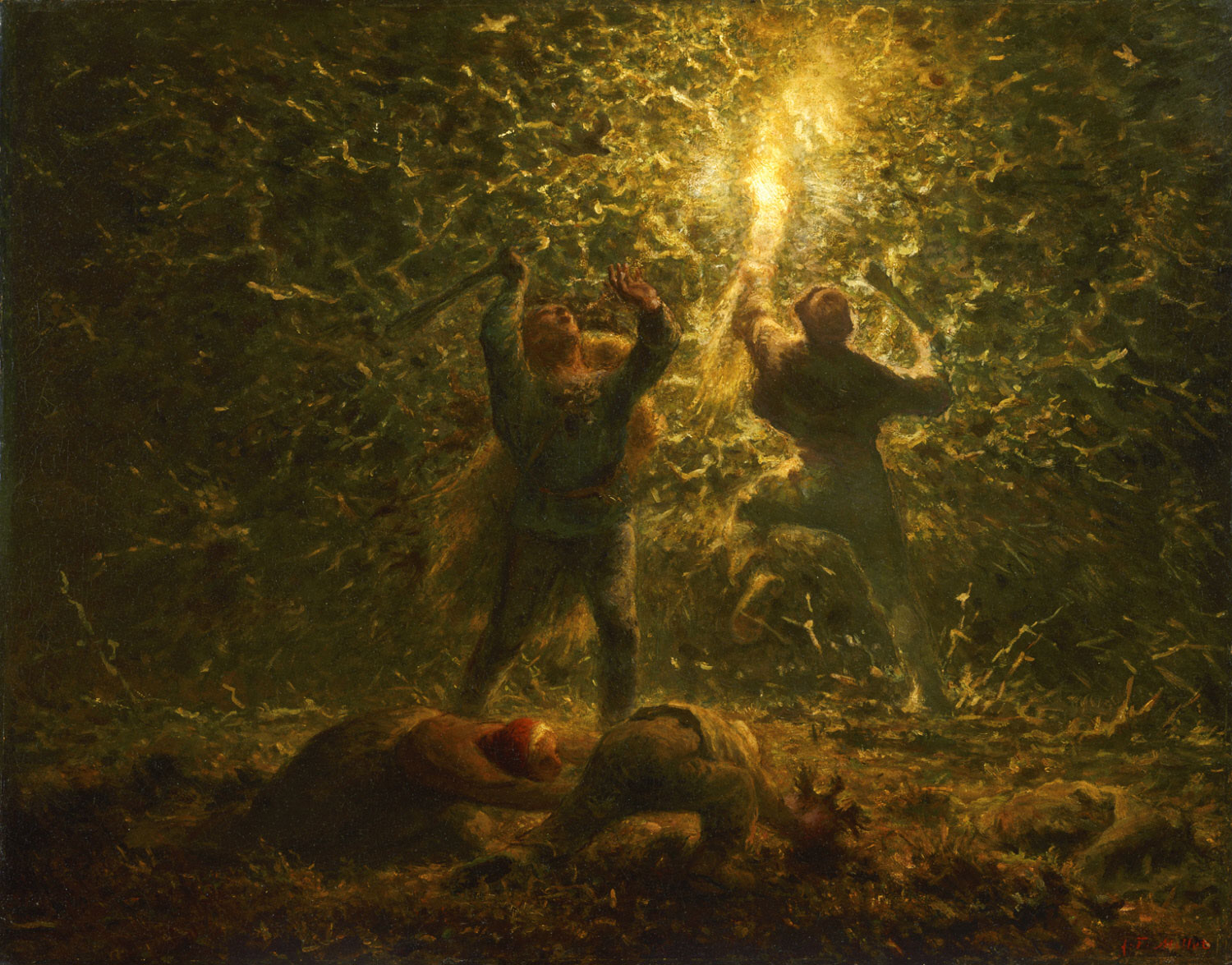
Франсуа Мілле. «Полювання на птахів вночі». Музей мистецтв Філадельфії
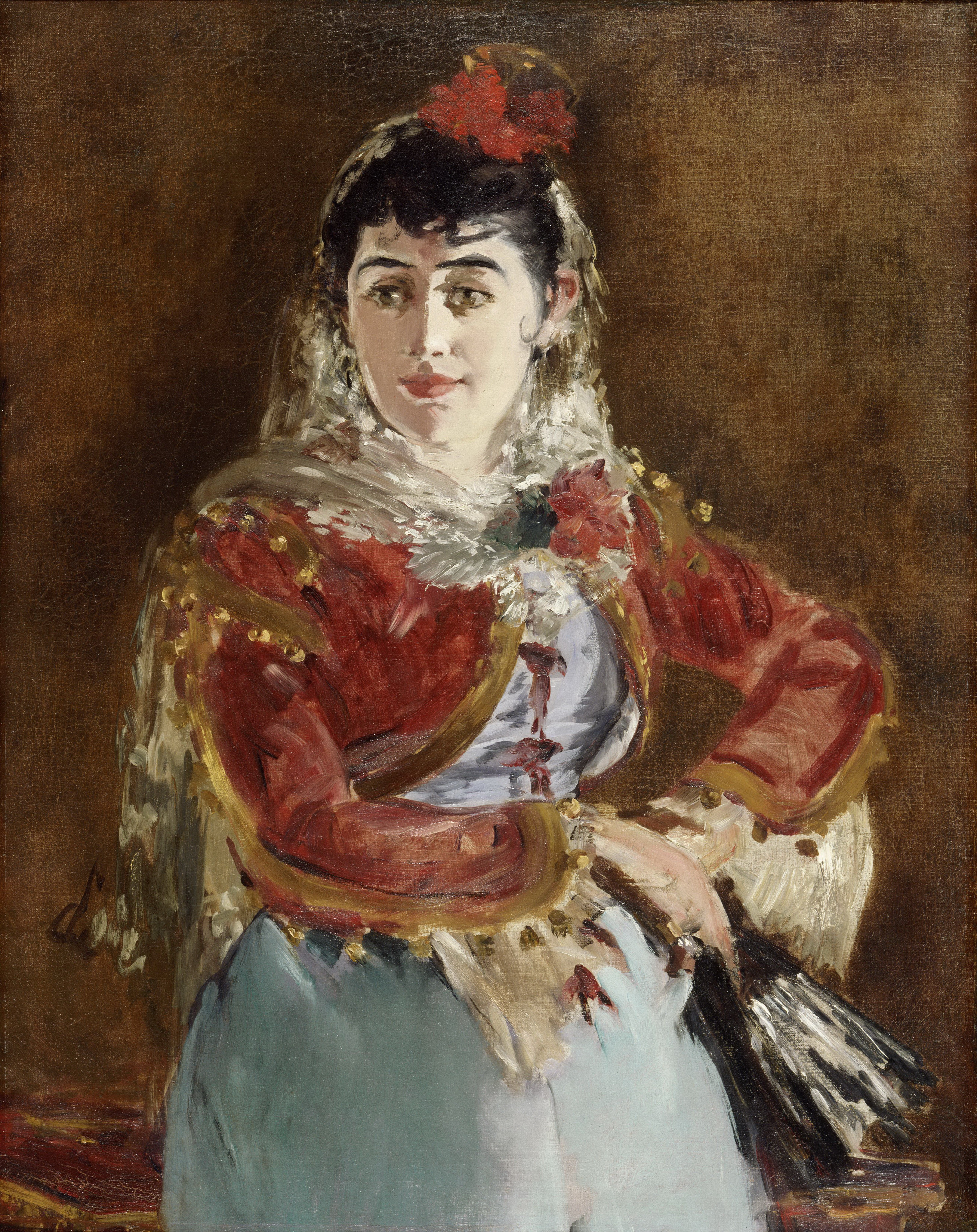
Едуар Мане. «Емілія Амбре як Кармен». Музей мистецтв Філадельфії
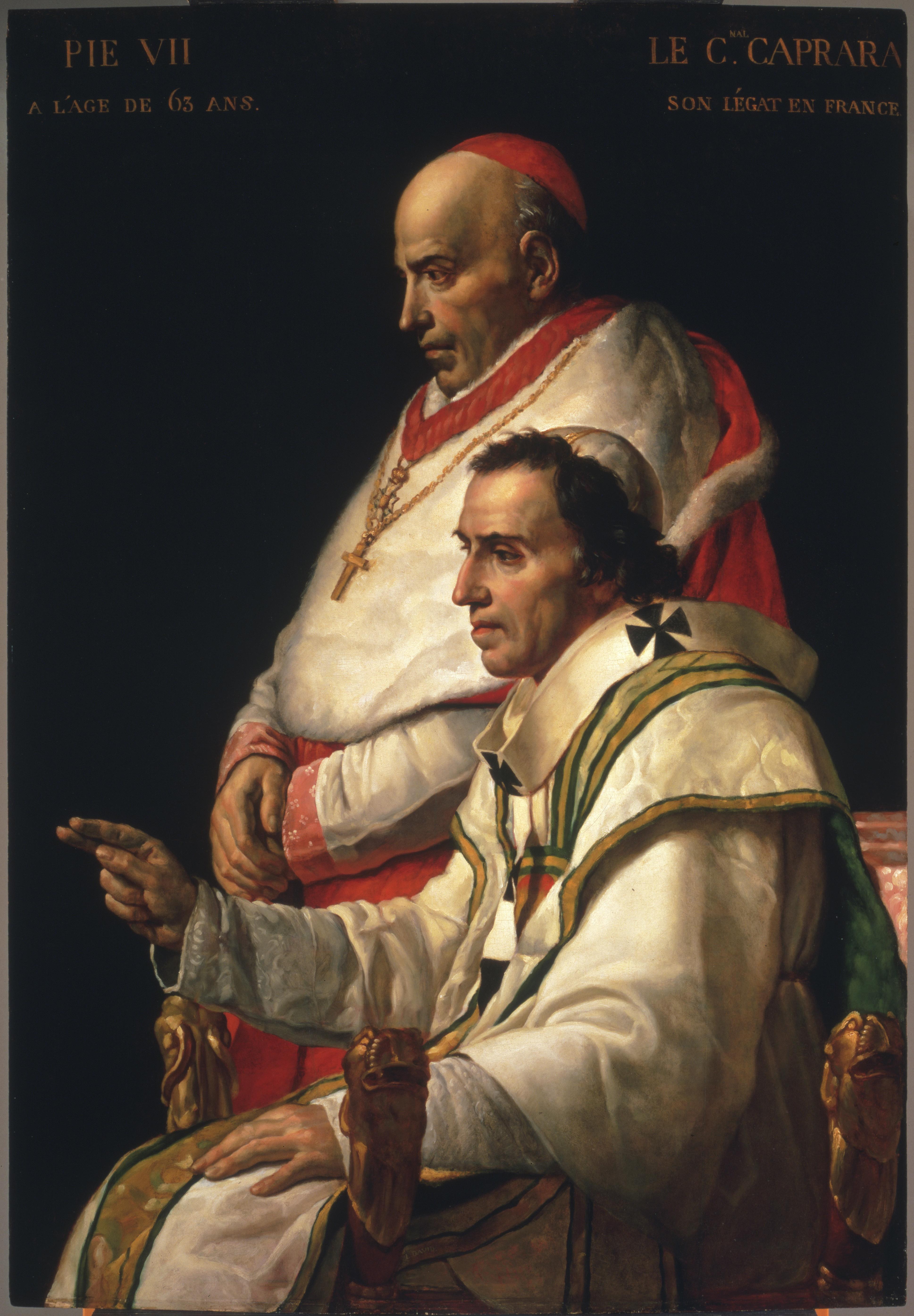
Жак-Луї Давід. «Папа римський Пій  VII та кардинал Капрара». Музей мистецтв Філадельфії
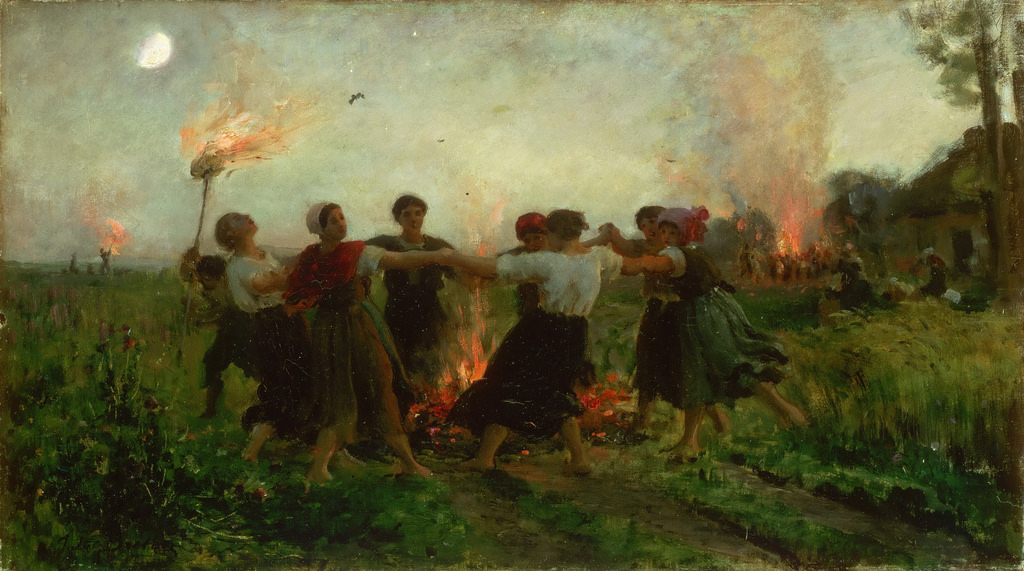
Жуль Бретон . «Свято на Івана Купала», 1875 р. Музей мистецтв Філадельфії
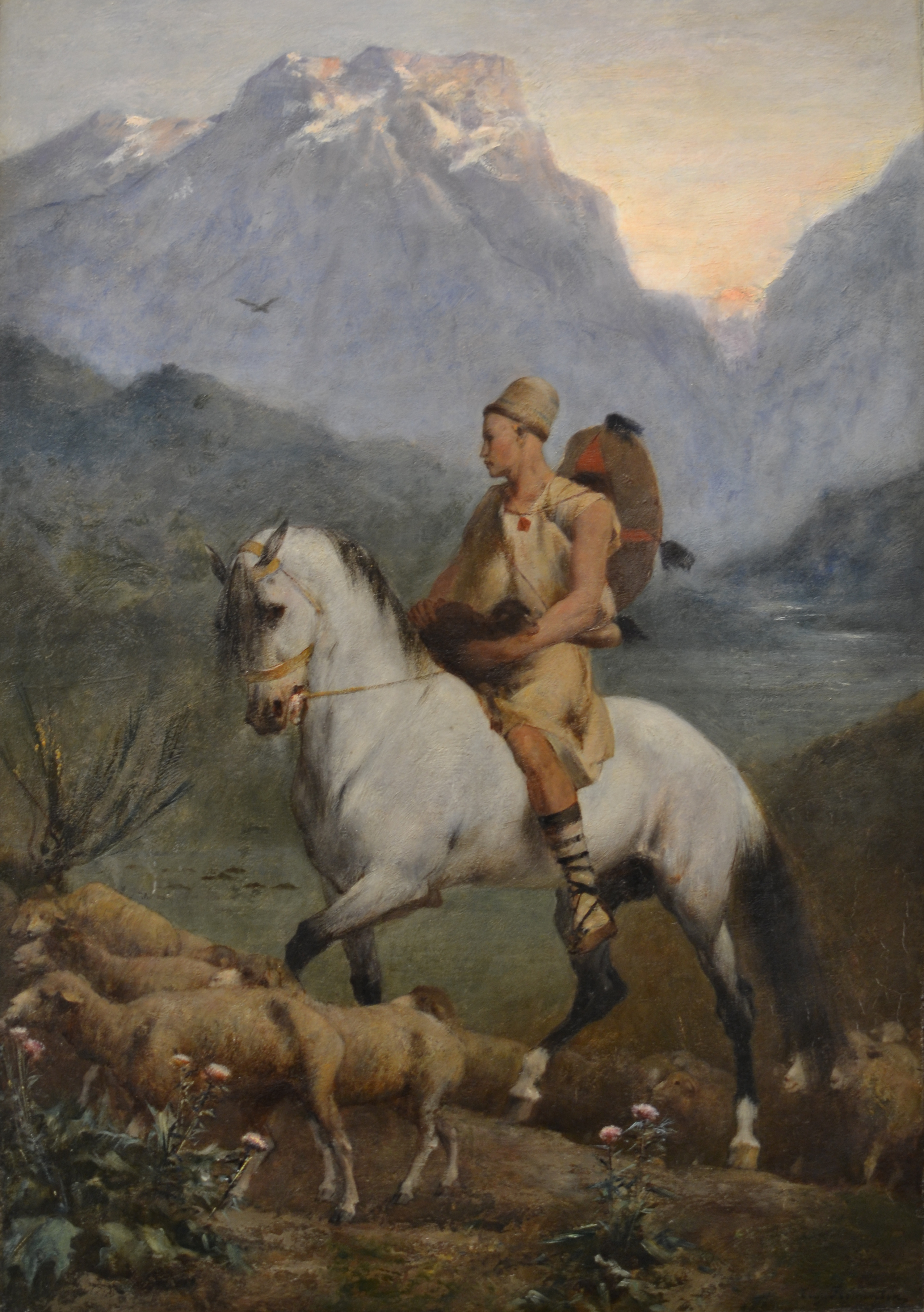
Ежен Фромантен. «Алжирський (кабільський ) пастух верхи», 1861 р.

## Майстри Італії та Іспанії

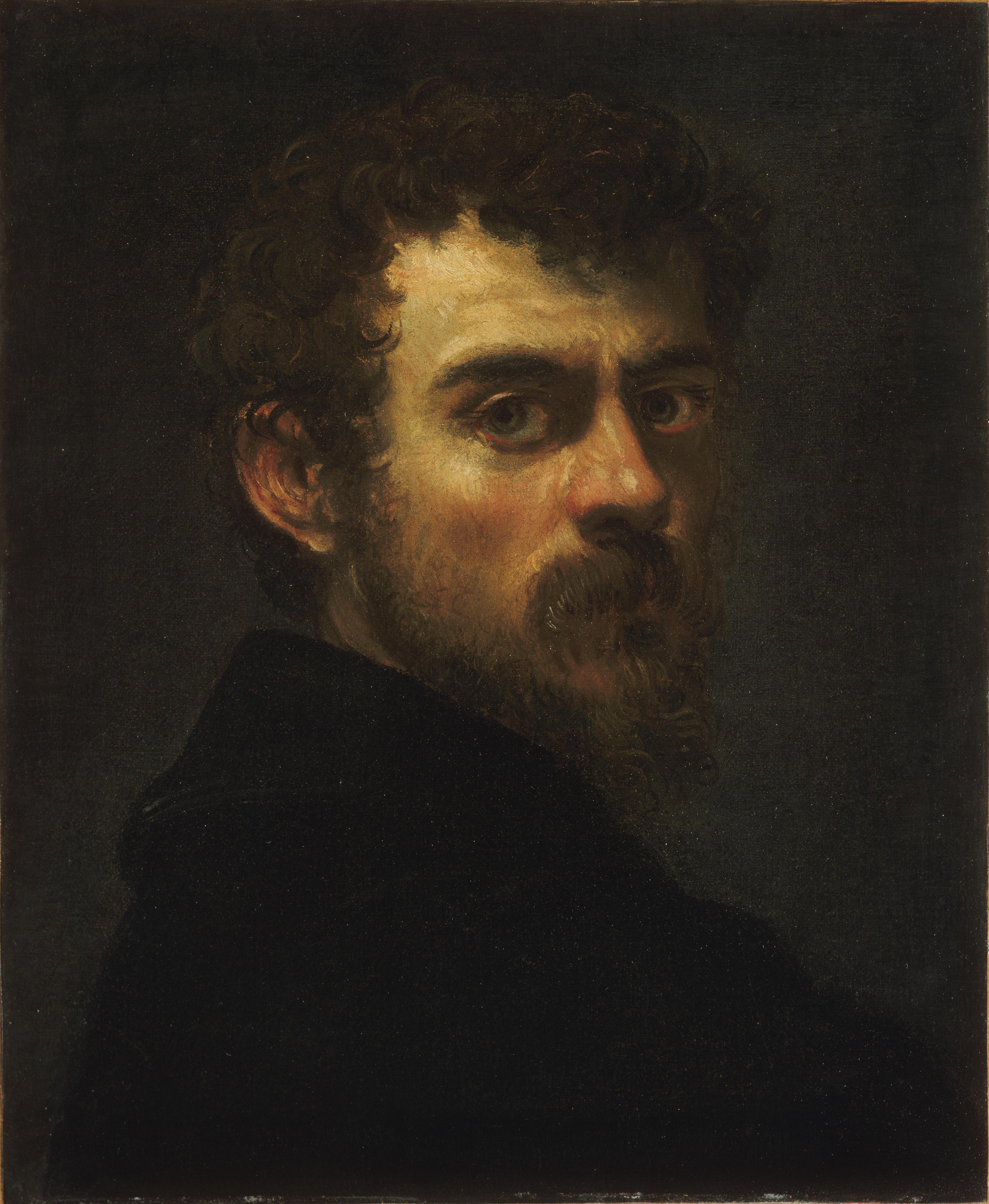
Якопо Тінторетто. «Автопортрет»
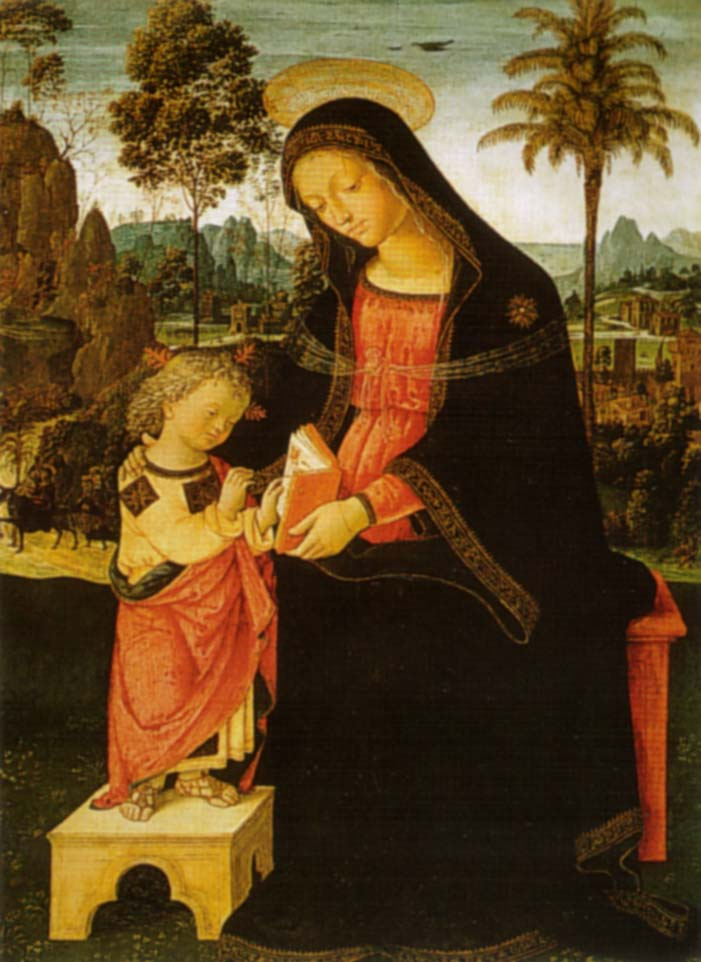
Пінтуріккьо. «Мадонна з немовлям»
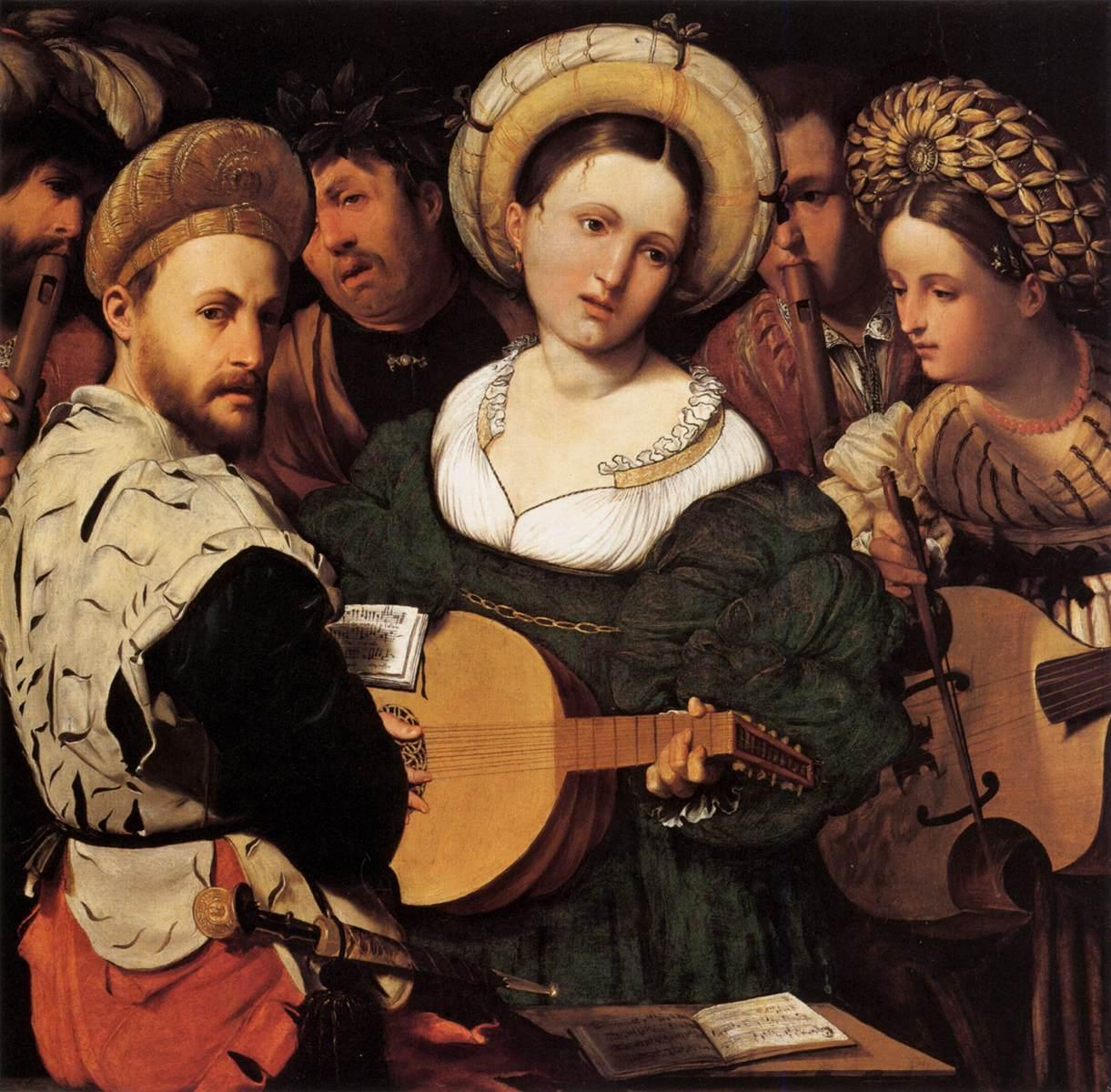
Каллісто П'яцца да Лоді. «Концерт»
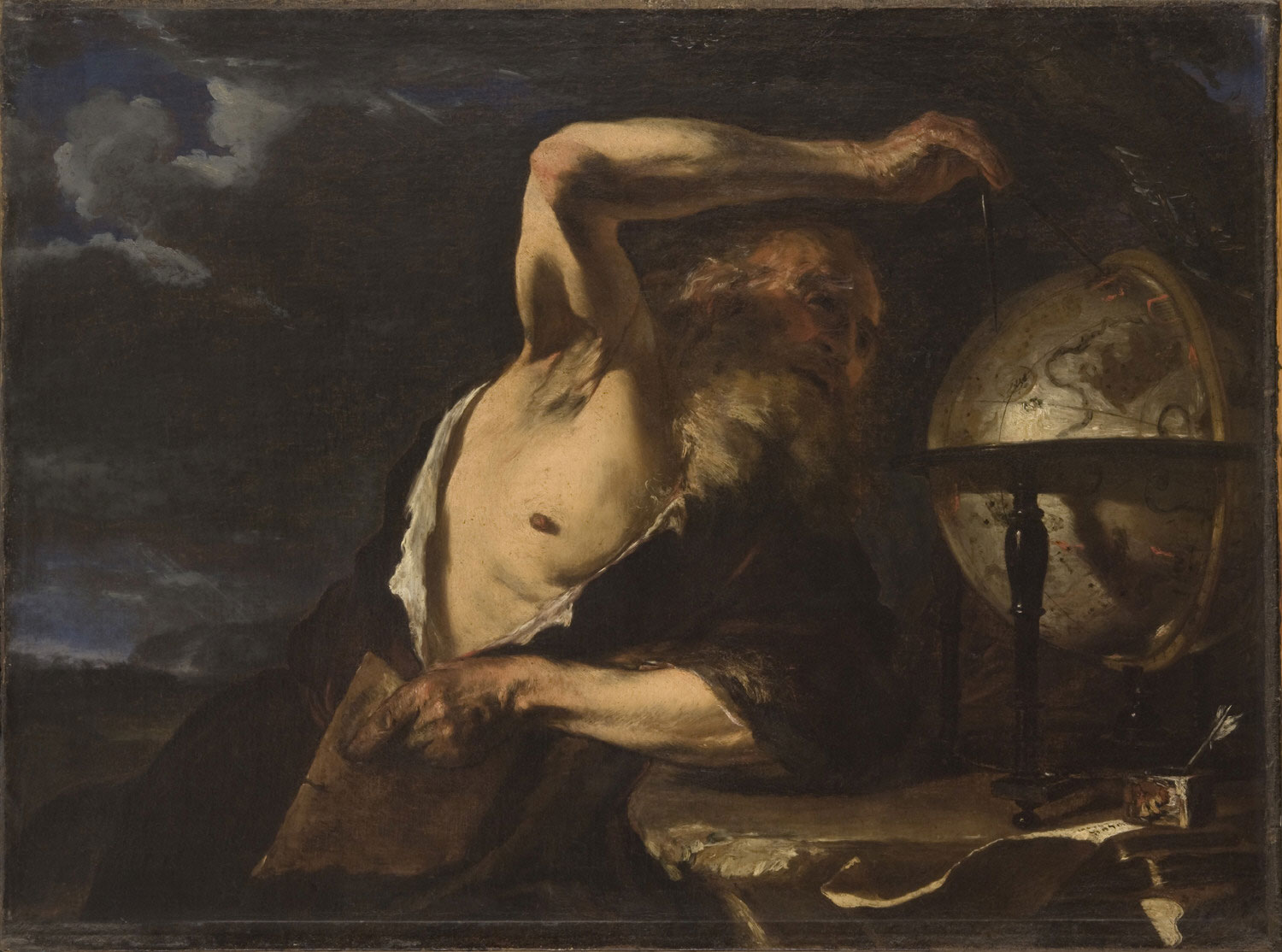
Джованні Баттіста Ланджетті. «Анаксагор», математик, філософ, друг Перікла. Музей мистецтв Філадельфії
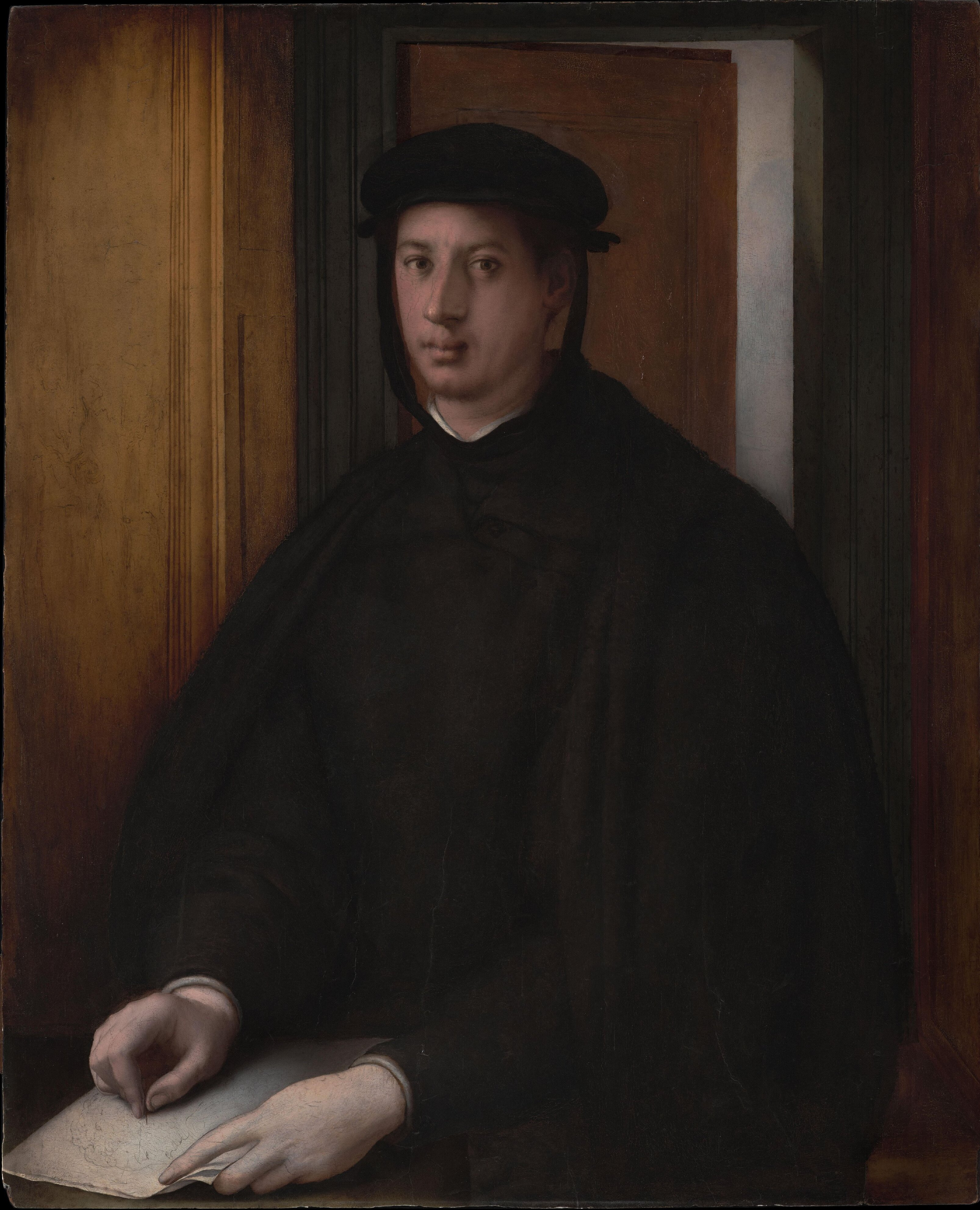
Якопо Понтормо. «Алессандро де Медичі»
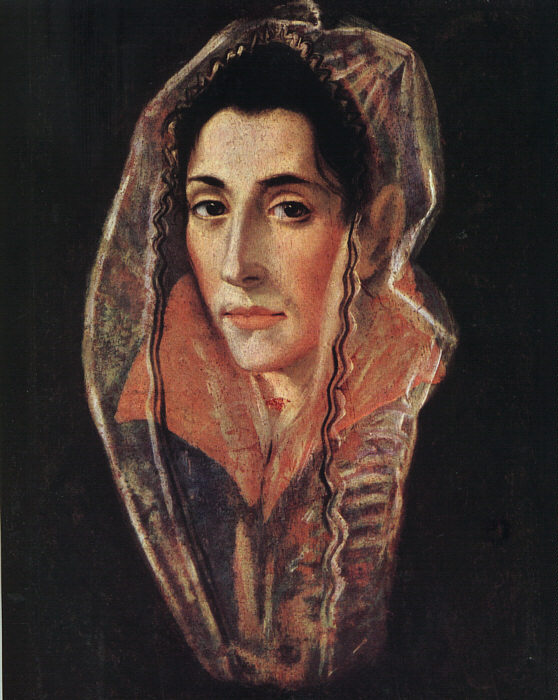
Ель Греко. «Жіночий портрет»
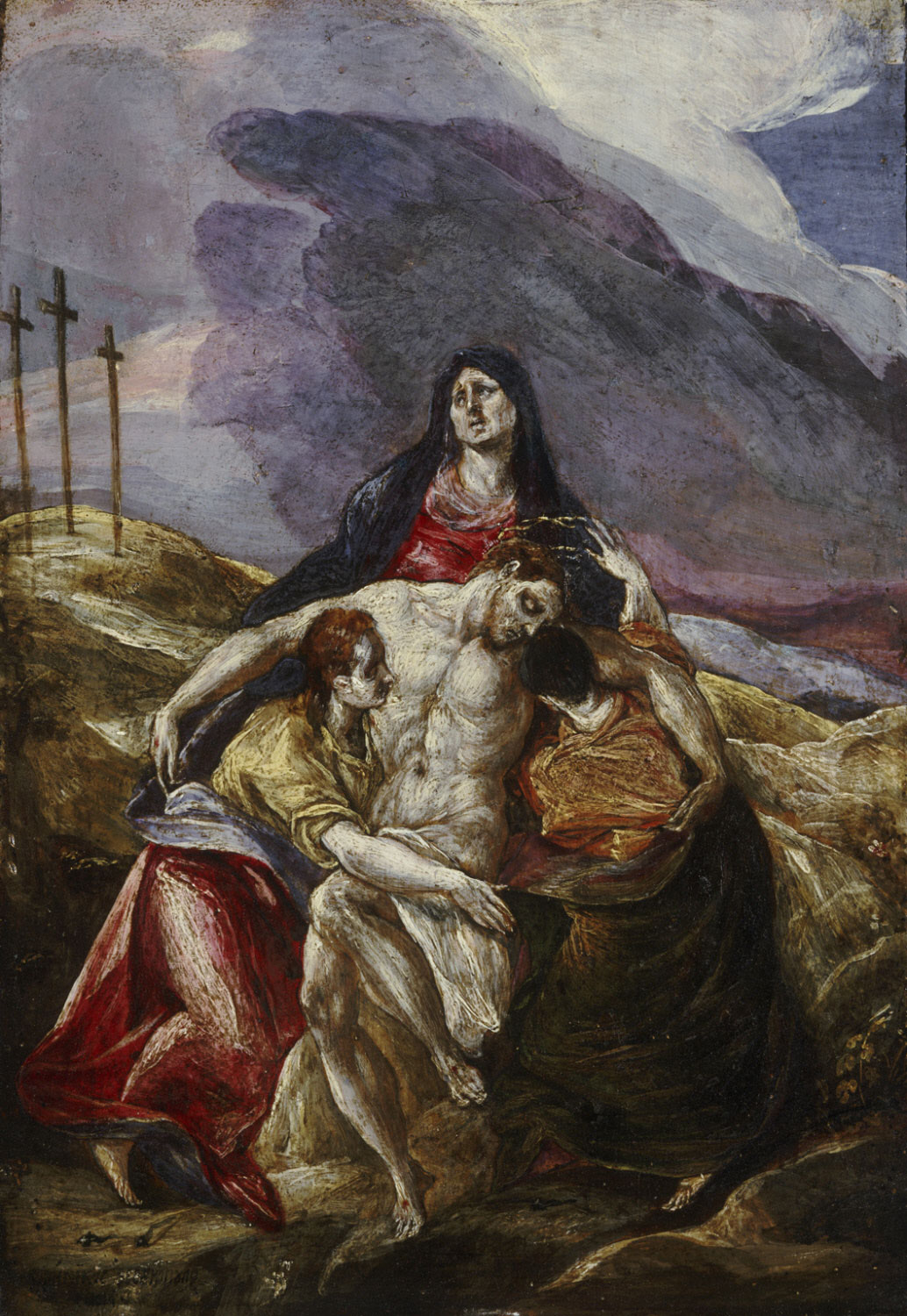
Ель Греко. «П'єта»
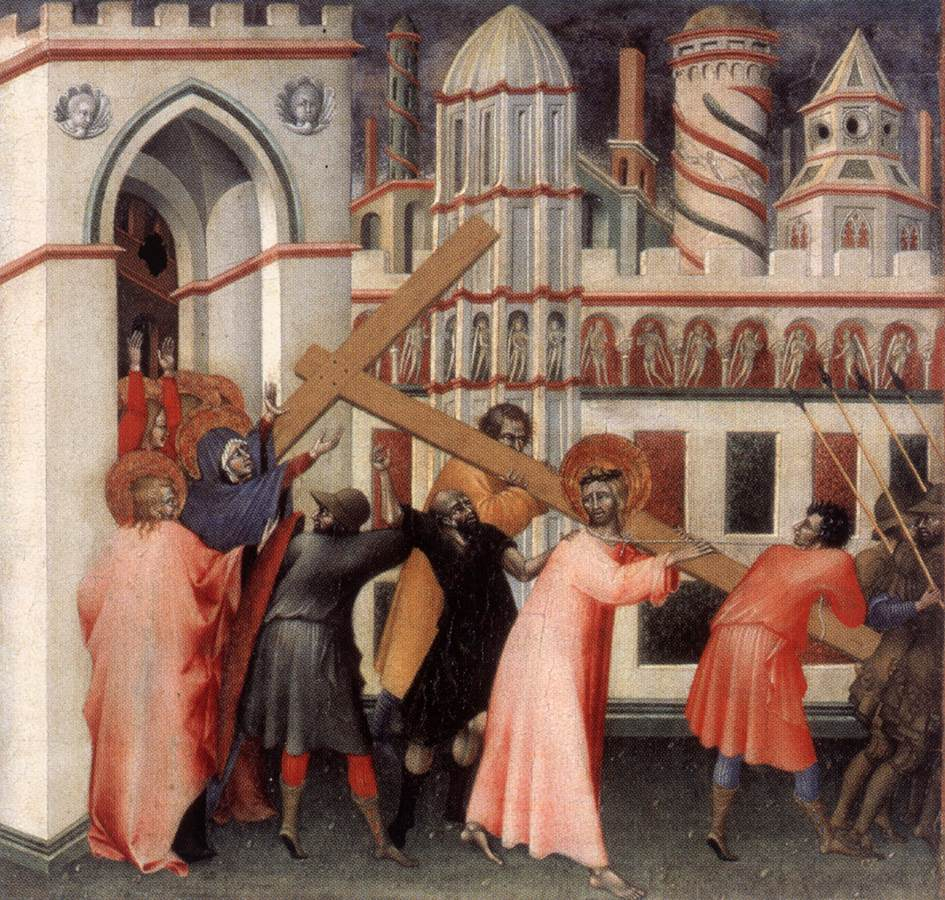
Джованні ді Паоло. «Шлях на Голгофу»
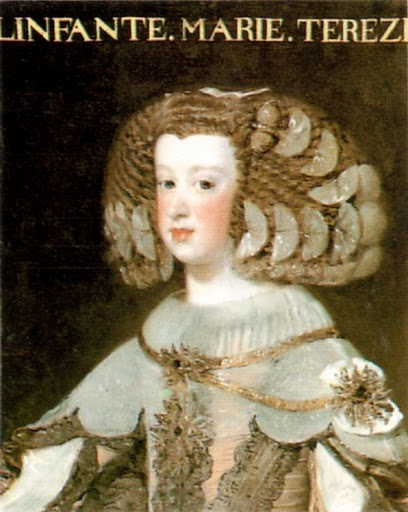
Дієго Веласкес. «Принцеса Марія Тереза»

## Твори Раннього італійського відродження

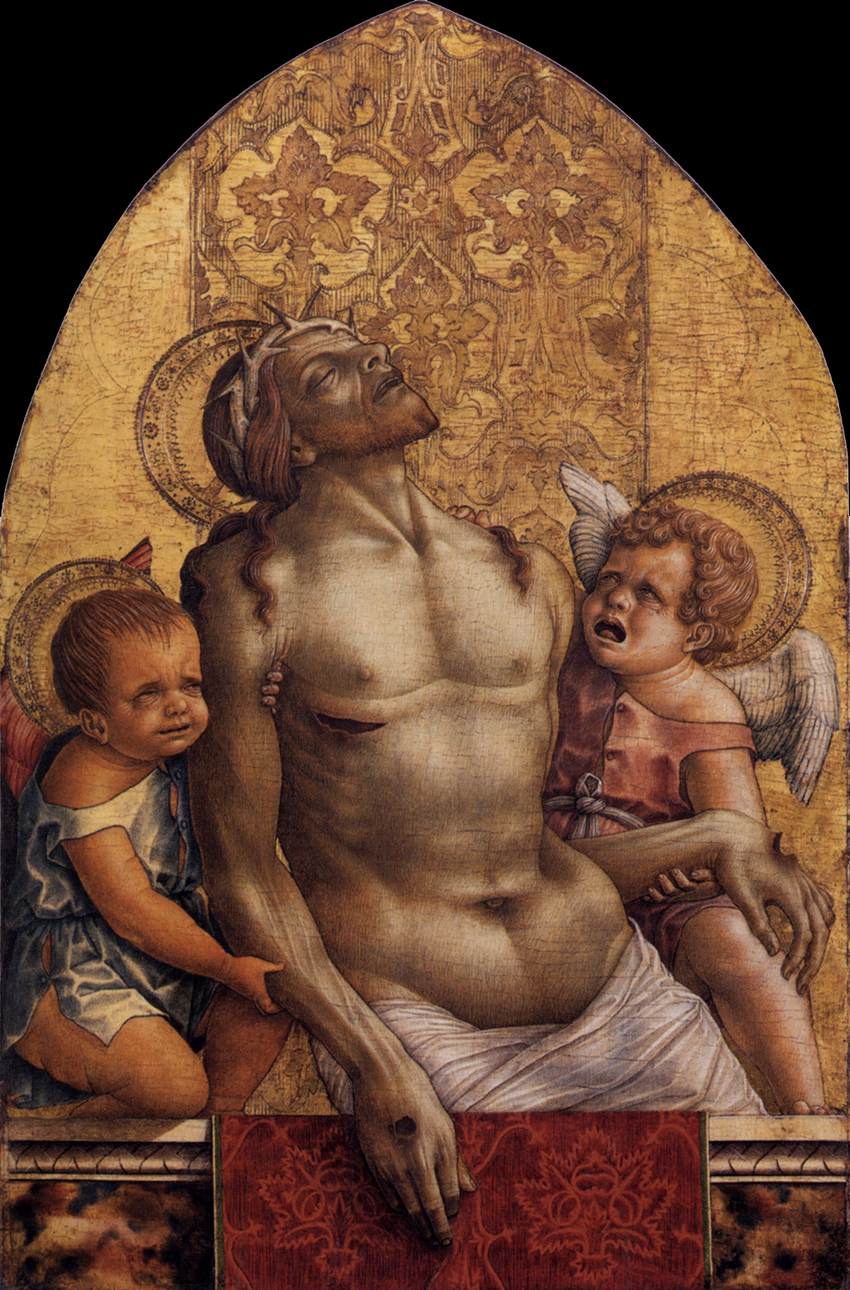
Карло Крівеллі. «Оплакування Христа», 1470 р.
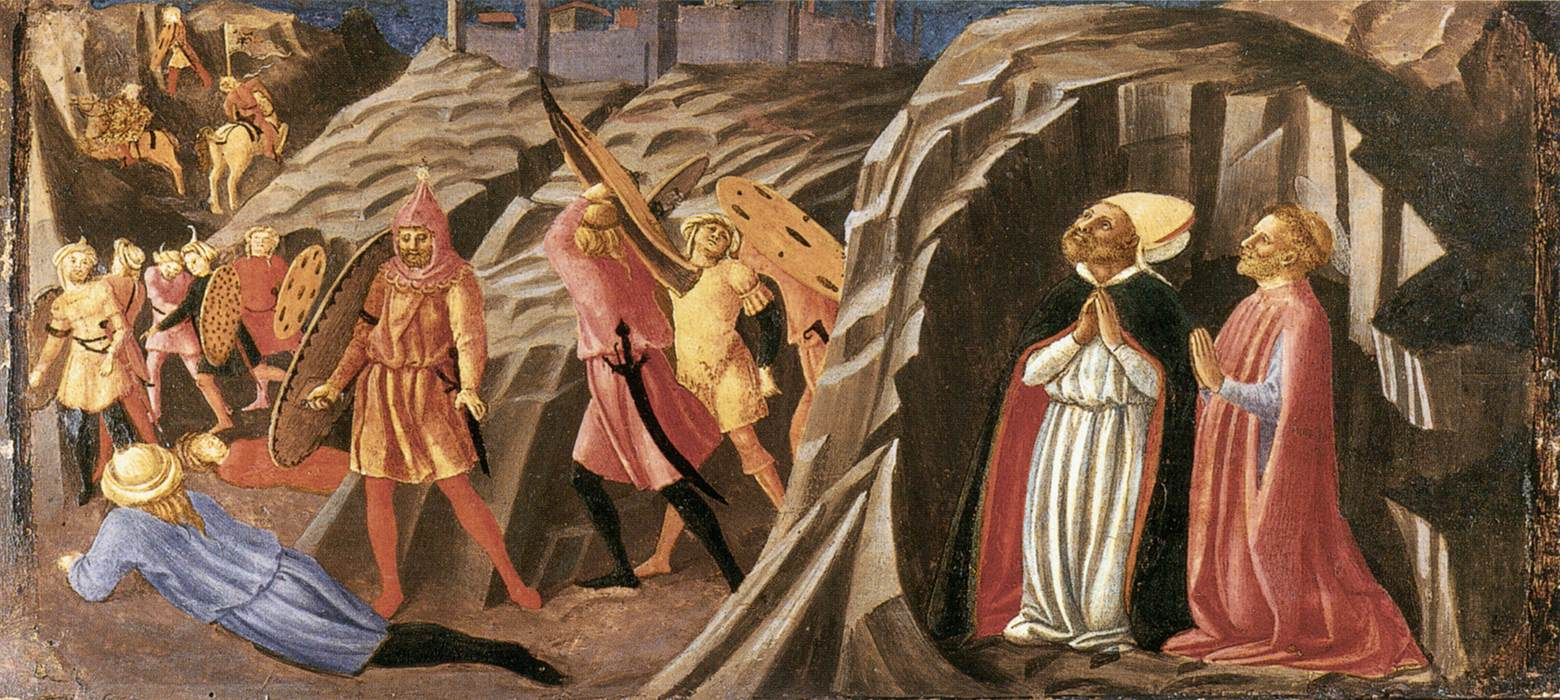
Майстер Різдвяного замку. «Святі Юст та Климент моляться щодо позбавлення від вандалів», 1450 р.
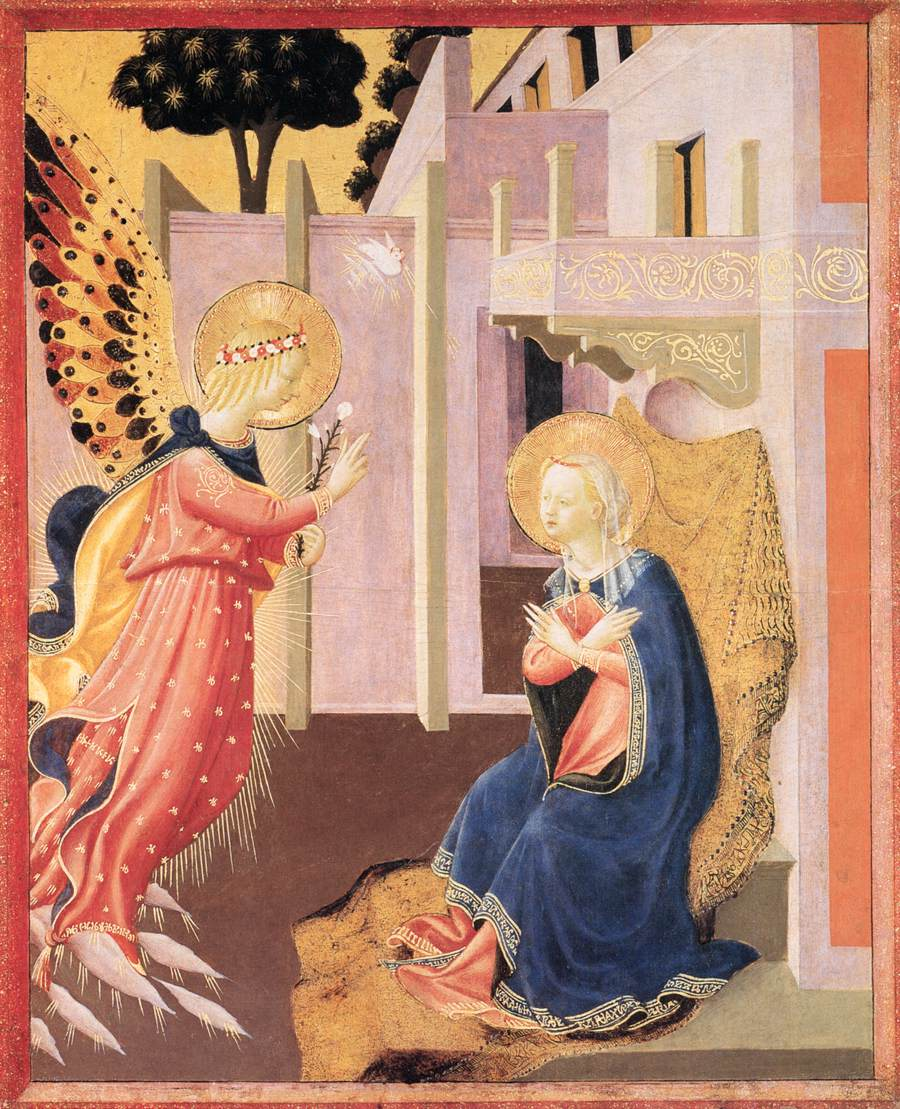
Занобі Строцци. «Благовіщення»,  1453 р.
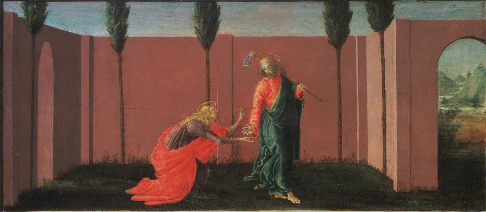
Сандро Боттічеллі. «Не торкайся мене» (Христос і Марія Магдалина)

## Пейзажі в музейній колекції

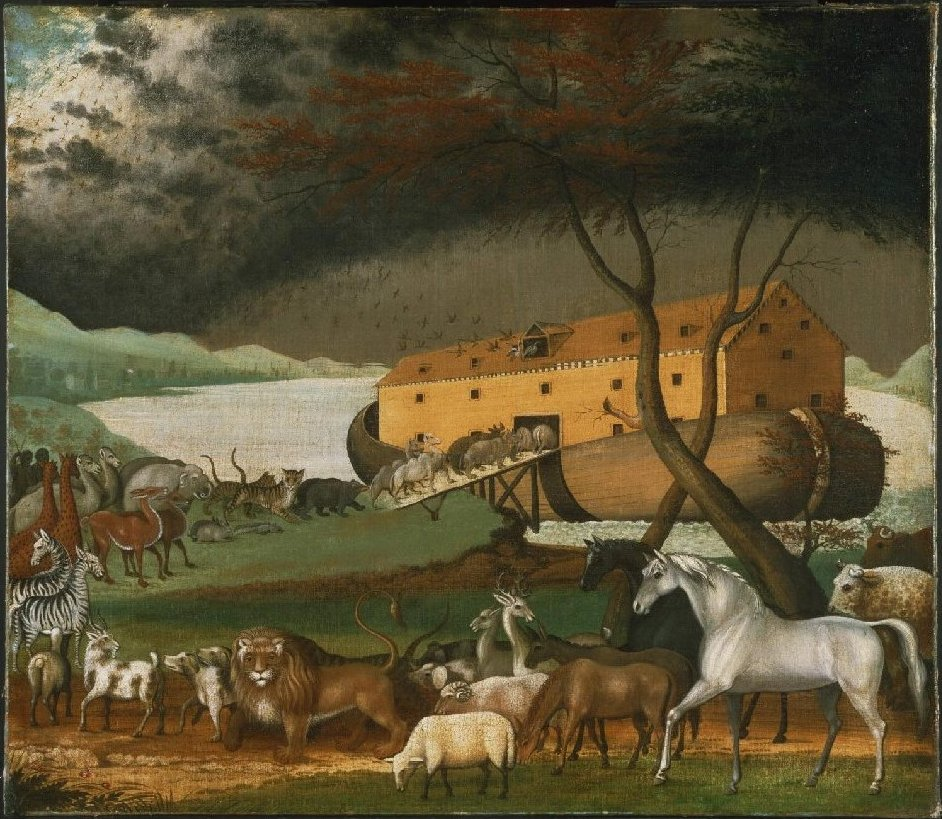
Едвард Хікз. «Ноєв ковчег»
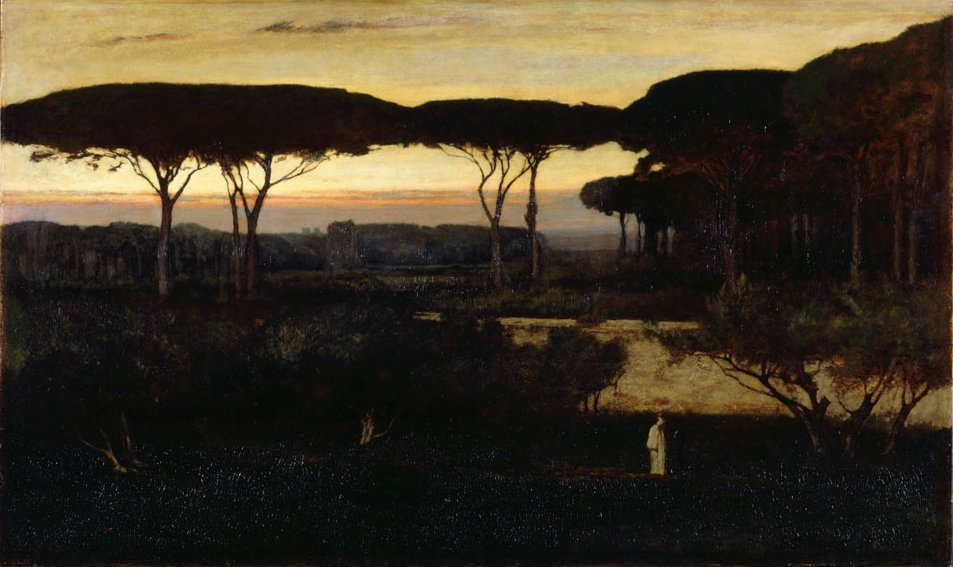
Джордж Іннес. «Пінії та оліви у Альбано», 1873 р.
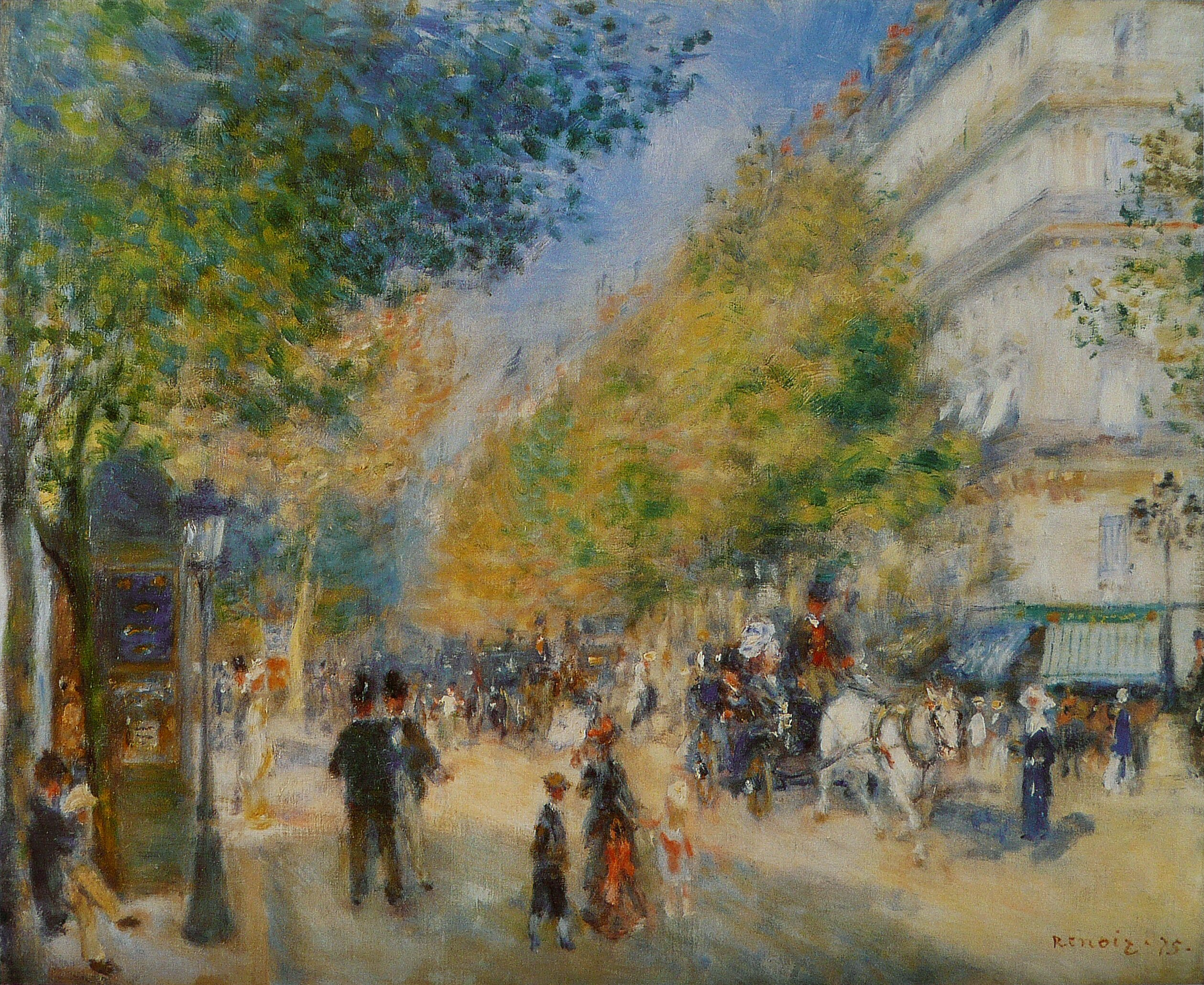
П'єр-Огюст Ренуар. «Париж. Великі бульвари»
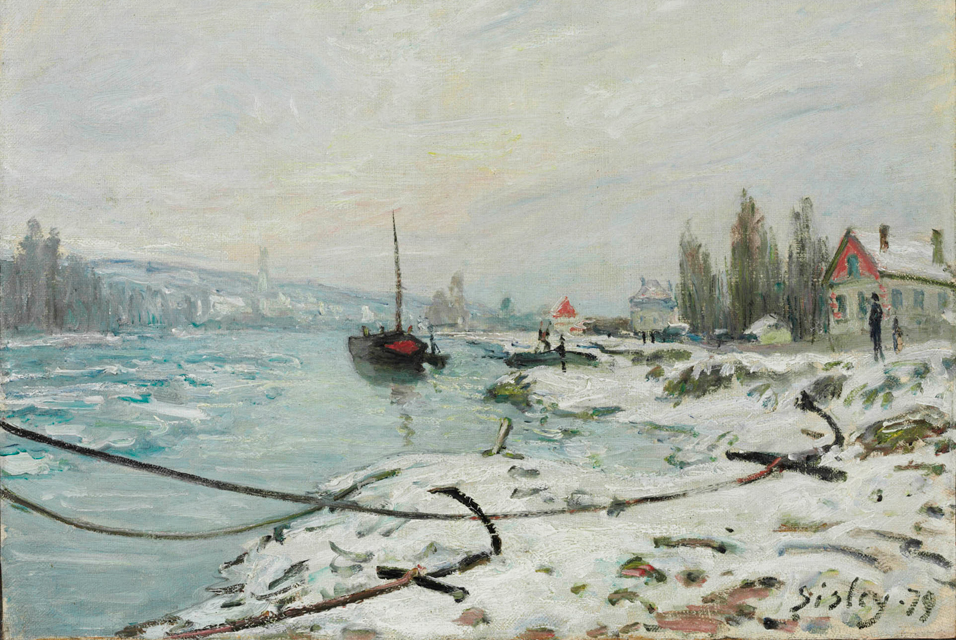
Альфред Сіслей. «Швартові канати і сніг у Сен Клу», 1879 р.

## Твори художників Британії

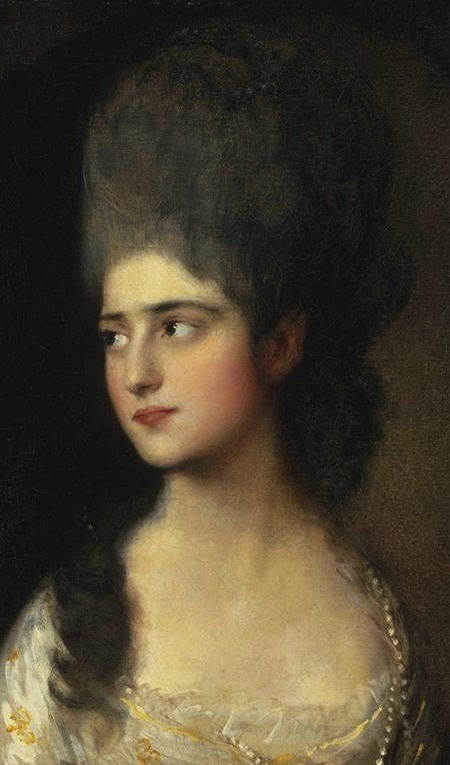
Томас Гейнсборо, «Портрет місс Елізабет Лінлі», пізніше міссіз Елізабет Шерідан.

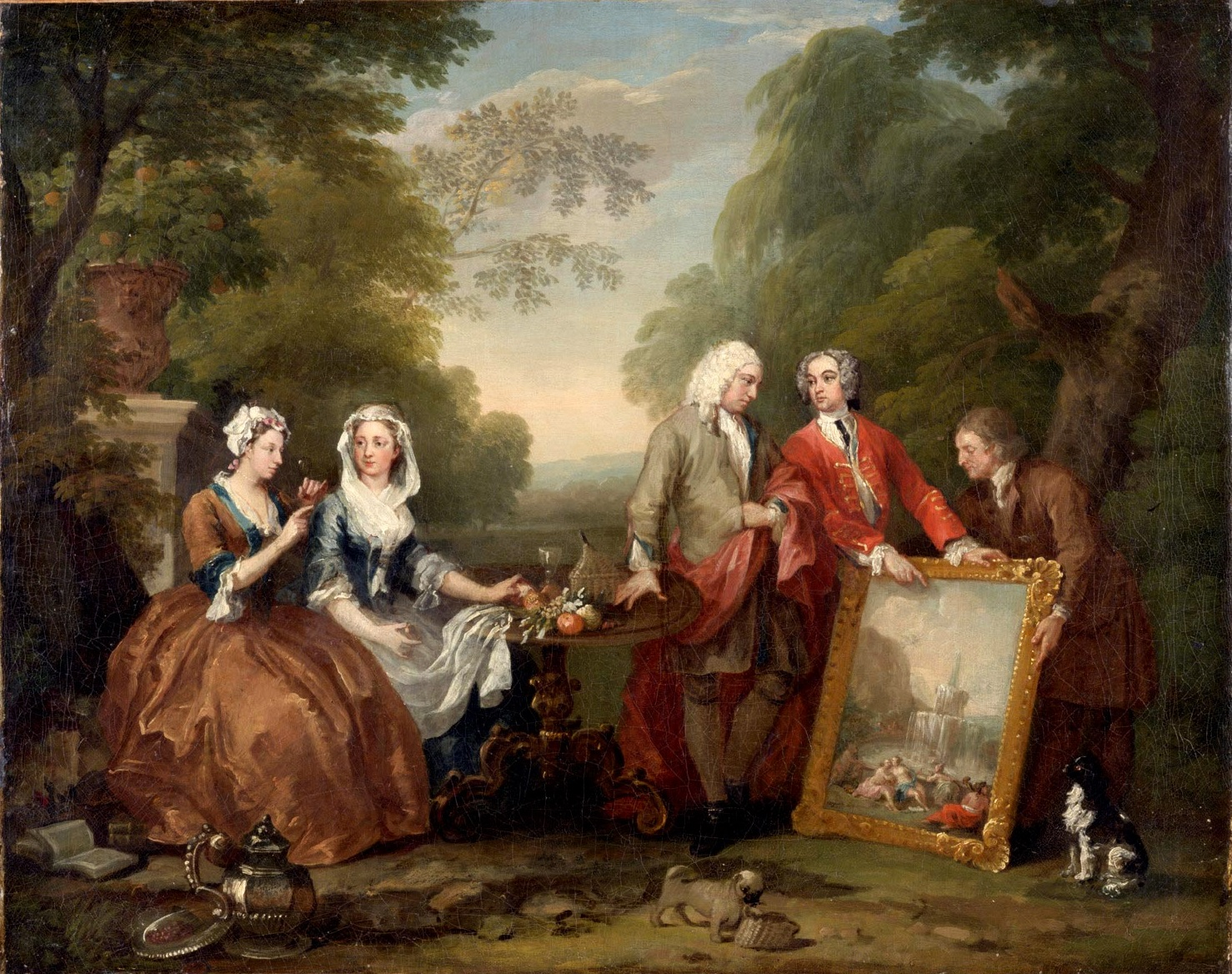
Вільям Хогарт. « Родина Фаунтейн», 1730-35
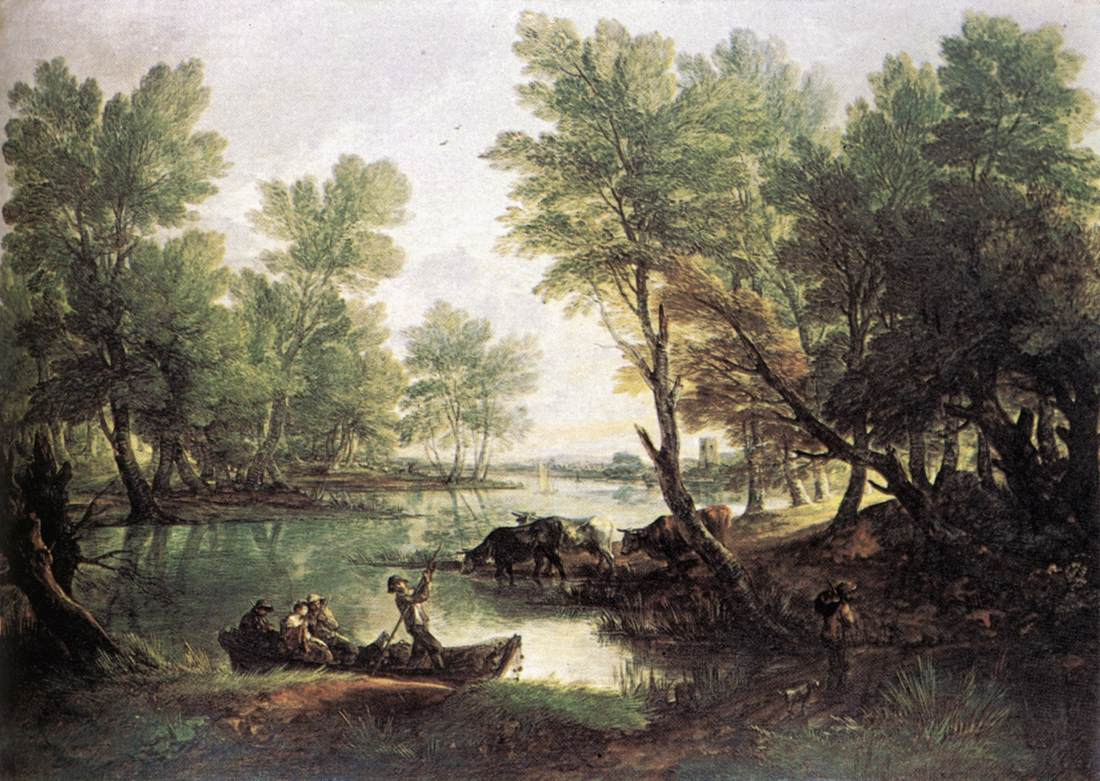
Томас Гейнсборо. «Пейзаж з річкою», 1768-1770
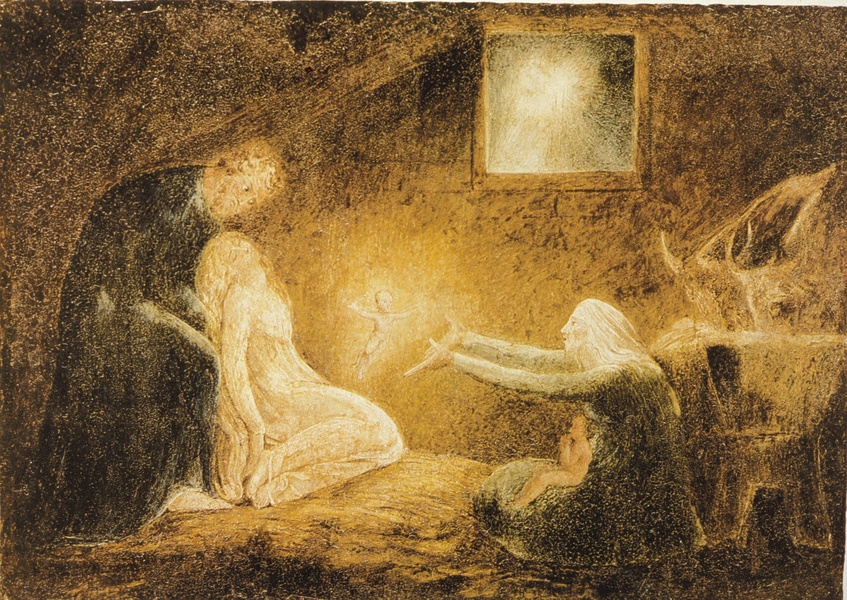
Вільям Блейк. неканонічне «Різдво Христове», 1790-1800
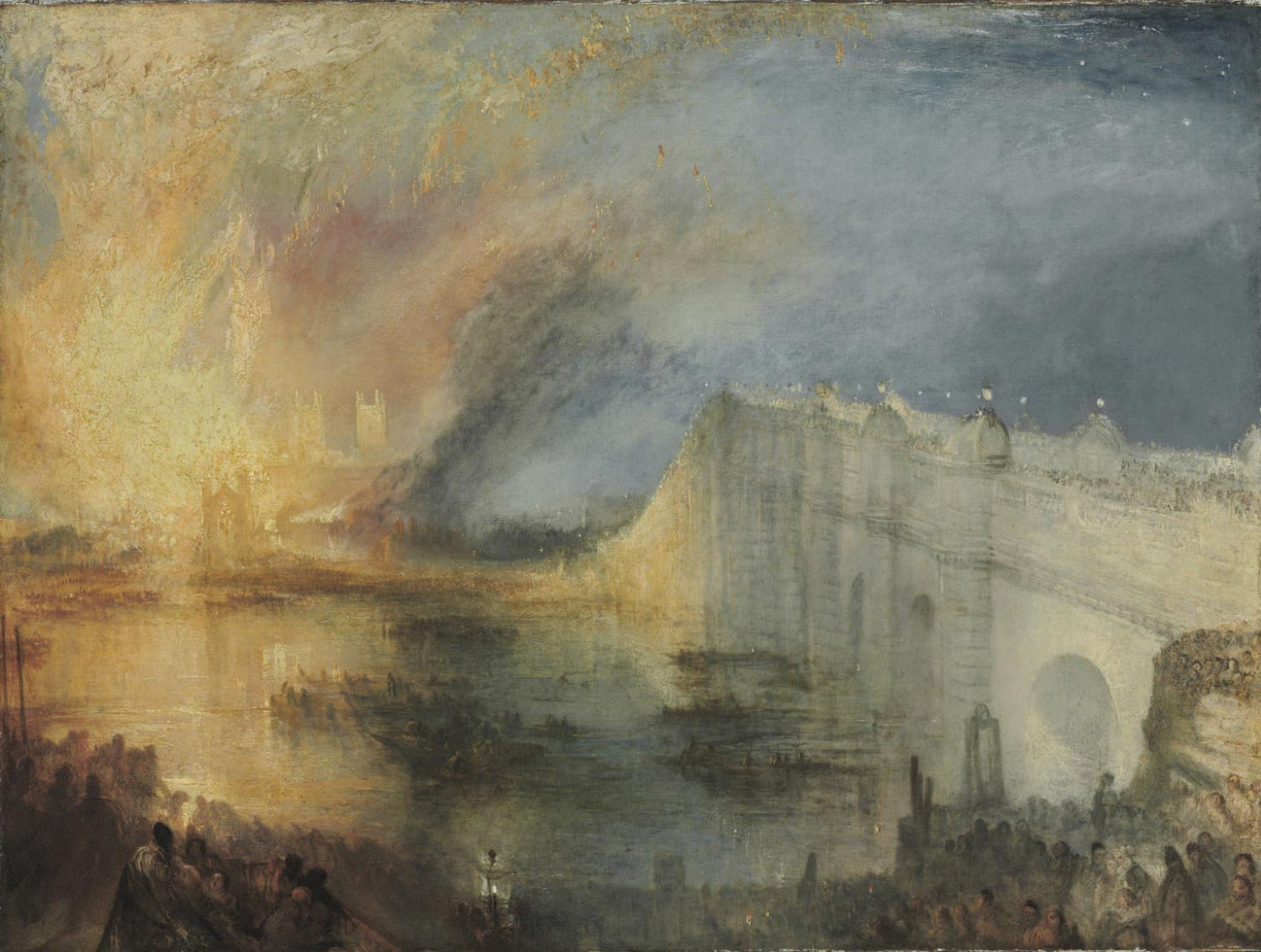
Вільям  Тернер. «Пожежа в палаті лордів 15 жовтня 1834 року в Лондоні»,  1835 р.

## Графіка у збірці музею

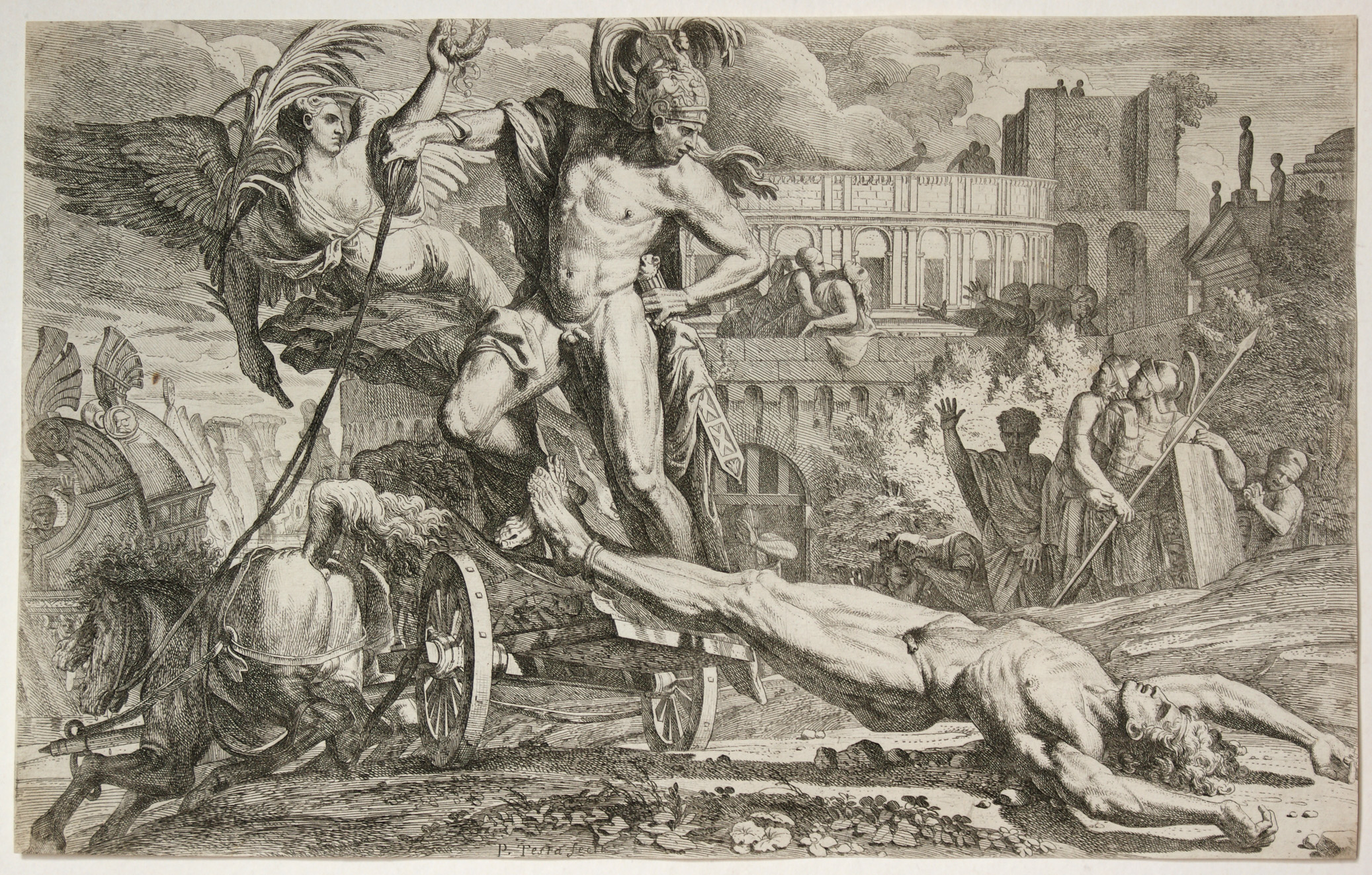
П'єтро Теста, «Знущання Ахілла над тілом мертвого Гектора», бл. 1648 р. Музей мистецтв Філадельфії.